# Gabriel García Márquez
Vous lisez un « bon article » labellisé en 2010.
Pour les articles homonymes, voir Gabriel García (homonymie), García et Márquez.
Gabriel García Márquez, né le 6 mars 1927 à Aracataca (Colombie) et mort le 17 avril 2014  à Mexico, est un écrivain colombien.
Romancier, nouvelliste, mais également journaliste et militant politique, il reçoit en 1982 le prix Nobel de littérature. Affectueusement surnommé « Gabo » en Amérique du Sud, en Amerique centrale et au Mexique, il est l'un des auteurs les plus significatifs et populaires du XXe siècle. Son œuvre se démarque par un imaginaire fertile et constitue une chronique à la fois réaliste, épique et allégorique de l'Amérique latine dans laquelle se recoupent son histoire familiale, ses obsessions et ses souvenirs d'enfance. 
García Márquez poursuit en autodidacte ses études, après avoir abandonné ses études de droit et avant de se lancer dans le journalisme. Très tôt, il ne montre aucune retenue dans sa critique de la politique intérieure comme extérieure de la Colombie et sur la situation en Amérique du Sud. Par ailleurs, il ne fait pas mystère de ses sympathies pour la gauche radicale et les mouvements révolutionnaires auxquels il apporte parfois une aide financière. En 1958, il épouse Mercedes Barcha avec qui il a deux fils : Gonzalo et Rodrigo García, devenu réalisateur. Il voyage à travers l'Europe et s'établit ensuite à Mexico où il lance une édition mexicaine de son hebdomadaire colombien Cambio.
En tant qu'écrivain, García Márquez commence sa carrière en publiant nombre d'œuvres littéraires, bien reçues par la critique, comme des nouvelles et des ouvrages non-fictionnels. Cependant, ce sont les romans Cent Ans de solitude (1967), Chronique d'une mort annoncée (1981) et L'Amour aux temps du choléra (1985) qui lui apportent la reconnaissance du public, des médias et de ses pairs. À la suite de la parution de Cent ans de solitude, considéré comme son chef-d'œuvre, l'auteur connaît un succès commercial planétaire. Son nom est fréquemment associé au « réalisme magique », courant artistique qui insère des éléments magiques et des motifs surnaturels dans des situations se rattachant à un cadre historique, culturel et géographique avéré. La plupart de ses livres fondent une quête du temps perdu et abordent différents thèmes tels que la solitude, le pouvoir, l'amour, le désir, la décadence, la violence et la mort. Le regard de l'auteur sur la civilisation et la nature humaine se veut tour à tour ironique, désabusé, méditatif et fataliste. L'action de plusieurs de ses œuvres se déroule dans le village fictif de « Macondo ».

## Biographie

### Jeunesse
Né le 6 mars 1927 à Aracataca, Gabriel est l'aîné d'une famille de onze enfants, dont les parents sont Gabriel Eligio García (1901-1984) et Luisa Santiaga Márquez Iguarán (1905-2002),,. Né lors d'une tempête, il semblerait qu'il se soit présenté avec le cordon ombilical autour du cou, ce qui expliquerait sa tendance à la claustrophobie. Juste après la naissance de son fils, son père décide de devenir pharmacien alors qu'il était précédemment télégraphiste. En janvier 1929, ses parents partent pour Barranquilla, tandis que Gabriel reste à Aracataca. Il est élevé par ses grands-parents maternels, Doña Tranquilina Iguarán Cotes de Márquez (1863-1947) et le colonel Nicolás Ricardo Márquez Mejía (1864-1937). Il est baptisé par le père Angarita le 27 juillet 1930 dans l'église d'Aracata.
Quand ses parents tombèrent amoureux l'un de l'autre, leur relation se heurta à la résistance du père de Luisa Santiaga Márquez. En effet, Gabriel Eligio García était pauvre et métis. De plus, il était partisan du parti conservateur et avait la réputation d'être un coureur de jupons. Il n'était donc pas l'homme que le colonel Nicolás Ricardo Márquez Mejía et son épouse souhaitaient pour leur fille,. Gabriel Eligio courtisa Luisa avec des sérénades au violon, des poèmes d'amour, de nombreuses lettres et même des messages télégraphiques après que le « colonel » eut imposé à sa fille de quitter la ville avec l'intention de séparer le jeune couple. Les parents de Luisa firent tout pour se débarrasser de Gabriel Eligio, mais en vain, car Luisa Santiaga, très amoureuse, continua d'être en contact avec lui. Ils capitulèrent finalement et accordèrent au jeune homme la permission d'épouser leur fille,, refusant toutefois d'assister au mariage organisé à Santa Marta. L'histoire tragicomique de leur cour est plus tard adaptée en fiction par leur fils dans L'Amour aux temps du choléra,.
Alors que les parents de García Márquez sont plus ou moins des étrangers pour lui lors des premières années de sa vie, ses grands-parents ont une forte influence sur lui,. Son grand-père, qu'il surnomme « Papa Lelo », est un vétéran de la guerre des Mille Jours, à laquelle il a participé dans le camp libéral. Le colonel est considéré comme un héros par les Colombiens libéraux et est une figure fort respectée. Il est connu pour son refus de passer sous silence le massacre des bananeraies qui a lieu l'année suivant la naissance de García Márquez. Ce colonel est décrit par l'auteur comme « le cordon ombilical entre l'histoire et la réalité ». Il est aussi réputé pour être un rhéteur hors pair et un excellent conteur. Véritable professeur et mentor, il apporte au jeune Gabriel un important savoir scolaire, culturel, historique et littéraire. Il gère également les distractions de son petit-fils et l'emmène au cirque tous les ans. Il est la première personne à lui faire découvrir la glace, un « miracle » découvert dans un magasin de la United Fruit Company. Occasionnellement, il lui fait comprendre qu'il n'y a pas de plus grand fardeau moral que celui d'avoir tué un homme, une leçon que García Márquez intègre bien après dans son œuvre,.
Sa grand-mère, Tranquilina Iguarán Cotes, d'origine indienne, joue un rôle tout aussi influent dans la constitution de la personnalité de García Márquez et la manière qu'elle a de « traiter les choses extraordinaires comme si elles étaient tout à fait naturelles » l'inspire beaucoup. La maison des aïeuls est emplie d'histoires surnaturelles et de récits de fantômes, d'esprits, de démons ainsi que de prémonitions, de présages et de prophéties qui alimentent l'imaginaire du futur écrivain. Cependant, tous sont sciemment ignorés, voire méprisés par le colonel. Selon García Márquez, c'est Tranquilina qui est « la source de la vue magique, superstitieuse et surnaturelle de la réalité » qui traverse ses écrits. Il aime en effet la façon unique qu'elle a de raconter les événements les plus fantastiques et improbables comme des vérités irréfutables. Ce style impassible, dans lequel l'extraordinaire est narré de la manière la plus banale et naturelle, nourrit, quelque trente ans plus tard, le roman le plus populaire de García Márquez : Cent ans de solitude ainsi que nombre de ses nouvelles ayant pour cadre le village fictif de Macondo. La maison de ses grands-parents, à l'origine de sa vocation, devient bien plus tard un musée qui lui est dédié.

### Études

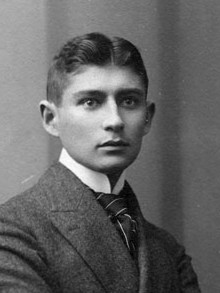
La Métamorphose de Franz Kafka : une source d'inspiration pour la nouvelle La Troisième Résignation de García Márquez.

Enfant, García Márquez fréquente l'établissement scolaire María Montessori qui applique une nouvelle méthode d'enseignement (dite pédagogie Montessori). Cependant, cette école, ayant connu des difficultés de fonctionnement, ferme en milieu d'année et oblige ainsi García Márquez à redoubler sa première année. Il n'apprend donc à lire et à écrire qu'à l'âge de huit ans. En 1936, il entre à l'école publique d'Aracataca.
En mars 1937, son grand-père meurt d'une pneumonie, deux ans après une chute d'échelle dont il ne s'est jamais entièrement remis. Il part alors vivre en 1938 chez ses parents à Barranquilla où son père tient une pharmacie,. Il termine son cycle primaire dans cette ville. Afin d'aider ses parents qui ont des soucis financiers, García Márquez travaille pour un magasin où il peint des messages sur des panneaux et distribue également des prospectus auprès d'un imprimeur.
En novembre 1939, la famille au complet part s'installer à Sucre, Gabriel Eligio souhaitant retourner dans cette petite ville où il était allé dans sa jeunesse. Cependant, García Márquez retourne à Barranquilla au collège San José où il obtient des résultats scolaires satisfaisants. Il écrit des Fadaises, poèmes satiriques et humoristiques sur les autres élèves ou sur certains règlements de l'école, publiant également plusieurs poèmes dans le journal de l'école, Juventud.
En 1943, García Márquez part à Bogota afin de passer un examen d'obtention d'une bourse qu'il réussit. Il obtient ainsi une place au lycée national de garçons à Zipaquirá. Carlos Martín, proviseur du lycée, présente pour la première fois le jeune homme à deux poètes majeurs de l'époque : Eduardo Carranza et Jorge Rojas. En décembre 1944, El Tiempo publie un des poèmes de García Márquez, Canción (Chanson), sous le pseudonyme de Javier Garcès.
Après avoir obtenu son baccalauréat, García Márquez s'inscrit, sur l'insistance de son père, à l'université nationale de Colombie située à Bogota pour étudier le droit. Cependant, il préfère la littérature et n'est guère studieux : « Quel dommage, il a du talent mais c'est un cas désespéré ! », dit de lui un collègue d'alors. Après avoir lu La Métamorphose de Franz Kafka, il écrit une nouvelle, La Troisième Résignation, publiée le 13 septembre 1947 dans El Espectador. En 1948, à la suite de l'assassinat du leader libéral Jorge Eliécer Gaitán le 9 avril 1948 et aux graves émeutes consécutives (le Bogotazo), l'université ferme, ce qui permet à García Márquez d'interrompre ces études de droit qui ne l'intéressent pas et de partir à Carthagène,.

### Débuts en journalisme
Arrivé à Carthagène, García Márquez se réinscrit cependant en faculté de droit pour y faire sa deuxième année d'études. Peu après, le hasard fait qu'il est engagé à vingt et un ans par Manuel Zapata Olivella en tant que chroniqueur pour le journal El Universal, fondé moins de dix semaines auparavant. Continuant à étudier le droit par intermittence, il rédige notamment quarante-trois articles sous son nom au cours des vingt-trois mois suivants pour El Universal. Envoyé par ce dernier à Barranquilla, García Márquez fait la connaissance du groupe informel d'écrivains et de journalistes connu sous le nom de « Groupe de Barranquilla », et notamment d'Alfonso Fuenmayor, rédacteur en chef adjoint du journal El Heraldo. En 1948, il commence à rédiger son premier roman, sous le titre provisoire de La Casa. En 1949, il décide de quitter Carthagène et de retourner à Barranquilla, décision que son ami Ramiro de la Espriella explique de la sorte : « Eh bien, je crois qu'il est allé à Barranquilla pour avoir de l'air, un surcroît de liberté et un meilleur salaire. »
Plus tard, de 1950 à 1952, il écrit une chronique humoristique quotidienne, La Jirafa (La Girafe), sous le nom de « Séptimus » dans le journal local El Heraldo de Barranquilla. Ses chroniques et éditoriaux pour El Heraldo sont payés à la tâche par le journal. Il devient également directeur d'un éphémère hebdomadaire indépendant, La Crónica, produit dans l'atelier d'El Heraldo et paru entre avril 1950 et juin 1951. Pendant ces années, García Márquez rejoint le « groupe de Barranquilla », qui lui fournit motivation et inspiration au début de sa carrière littéraire. Il travaille beaucoup en s'inspirant de figures comme Ramón Vinyes, le patriarche du groupe qu'il dépeint comme un vieux catalan possédant une librairie dans Cent ans de solitude. À la même époque, García Márquez se nourrit également des œuvres de Virginia Woolf, William Faulkner ou James Joyce. Les techniques narratives, les thèmes historiques, la dimension mystérieuse, symbolique et irrationnelle, l'enracinement dans le terroir ou la localisation provinciale tels que les traite Faulkner marquent beaucoup d'auteurs latino-américains de cette génération. L'environnement de Barranquilla permet à García Márquez de découvrir le meilleur de la littérature mondiale tout en approfondissant sa culture caribéenne. Par ailleurs, lors de cette période, il fait la connaissance du poète Álvaro Mutis qui l'incite à terminer son roman Des feuilles dans la bourrasque, commencé en 1950 et publié pour la première fois en 1955.
Lors des derniers mois de 1953, García Márquez écrit d'une traite un conte dont le titre définitif sera Un día después del sábado. L'histoire raconte un phénomène insolite qui se passe dans un village, à savoir la mort soudaine de nombreux oiseaux à cause de la chaleur. L'année suivante, il décide de le présenter à un concours organisé par l'association nationale des écrivains et des artistes de Colombie (en espagnol : Asociación Nacional de Escritores y Artistas de Colombia) et parrainé à hauteur de 1 000 pesos par Luis Guillermo Echeverri, l'un des partenaires de cette organisation. Le jury est composé de cinq écrivains colombiens : Rafael Maya (es), Próspero Morales Pradilla, Daniel Arango, Hernando Téllez (en) et José Hurtado García. Le 30 juillet 1954, les membres de ce jury, qui doivent définir le vainqueur parmi 46 concurrents, décernent unanimement le premier prix au conte de García Márquez, devant Guillermo Ruiz Rivas avec Por los caminos de la muerte et Carlos Arturo Truque (es) pour Vivan los compañeros. Le Colombien obtient à cette occasion le premier prix littéraire de sa carrière d'écrivain. La même année, ces trois histoires courtes sont publiées à Bogota par l'éditeur Minerva dans un livre intitulé Tres cuentos colombianos.
Entre 1954 et 1955, García Márquez séjourne de nouveau à Bogota, où il écrit régulièrement pour El Espectador des critiques cinématographiques avec une vision plutôt littéraire et humaniste, ainsi que des reportages. Il fait notamment une enquête sur un glissement de terrain meurtrier à Medellín. En plus de découvrir des preuves de la négligence des autorités, il démontre que les habitants, qui voulaient secourir les victimes, ont déclenché un second éboulement meurtrier. La gloire du Colombien Ramón Hoyos dans le monde du cyclisme attire l'attention de García Márquez qui décide d'écrire pour le journal, en 1955, quatorze articles sur sa vie sportive. Pour cela, l'écrivain s'appuie sur des interviewes en face-à-face avec le cycliste, l'histoire intitulée « El triple campeón revela sus secretos » (en français : « Le triple champion révèle ses secrets ») étant racontée à la première personne du singulier afin de donner l'impression qu'il s'agit d'extraits d'une autobiographie.
En 1955, une série d'entrevues de García Márquez avec Luis Alejandro Velasco, seul survivant de huit marins colombiens tombés à la mer du navire de guerre ARC Caldas en février 1955, est publiée dans El Espectador sous forme de quatorze articles,. Ce récit sera de nouveau publié en 1970 sous le titre Récit d'un naufragé. Alors que la version du gouvernement selon laquelle les huit hommes seraient tombés à la mer au cours d'une forte tempête, Velasco confie à García Márquez que « le problème, c'est qu'il n'y a pas eu de tempête », et que les hommes sont tombés parce qu'un chargement mal arrimé d'appareils électroménagers rapportés des États-Unis (chargement qui n'avait pas sa place à bord d'un navire de guerre) s'est détaché. Cette révélation, confirmée ensuite par des photographies prises par les marins à bord du Caldas, donne lieu à de fortes controverses qui se traduisent par des menaces émises contre García Márquez. Il s'agit de l'une des raisons pour lesquelles il est envoyé comme correspondant en Europe, où il écrit pour El Independiente, journal qui remplace brièvement El Espectador sous le gouvernement militaire de Gustavo Rojas Pinilla avant d'être contraint à la fermeture par les autorités. Les expériences journalistiques de García Márquez sont fondamentales pour sa carrière d'écrivain. Selon le critique littéraire Gene H. Bell-Villada : « Grâce à ses expériences dans le domaine du journalisme, García Márquez est, de tous les grands auteurs vivants, celui qui est le plus proche de la réalité de tous les jours. »

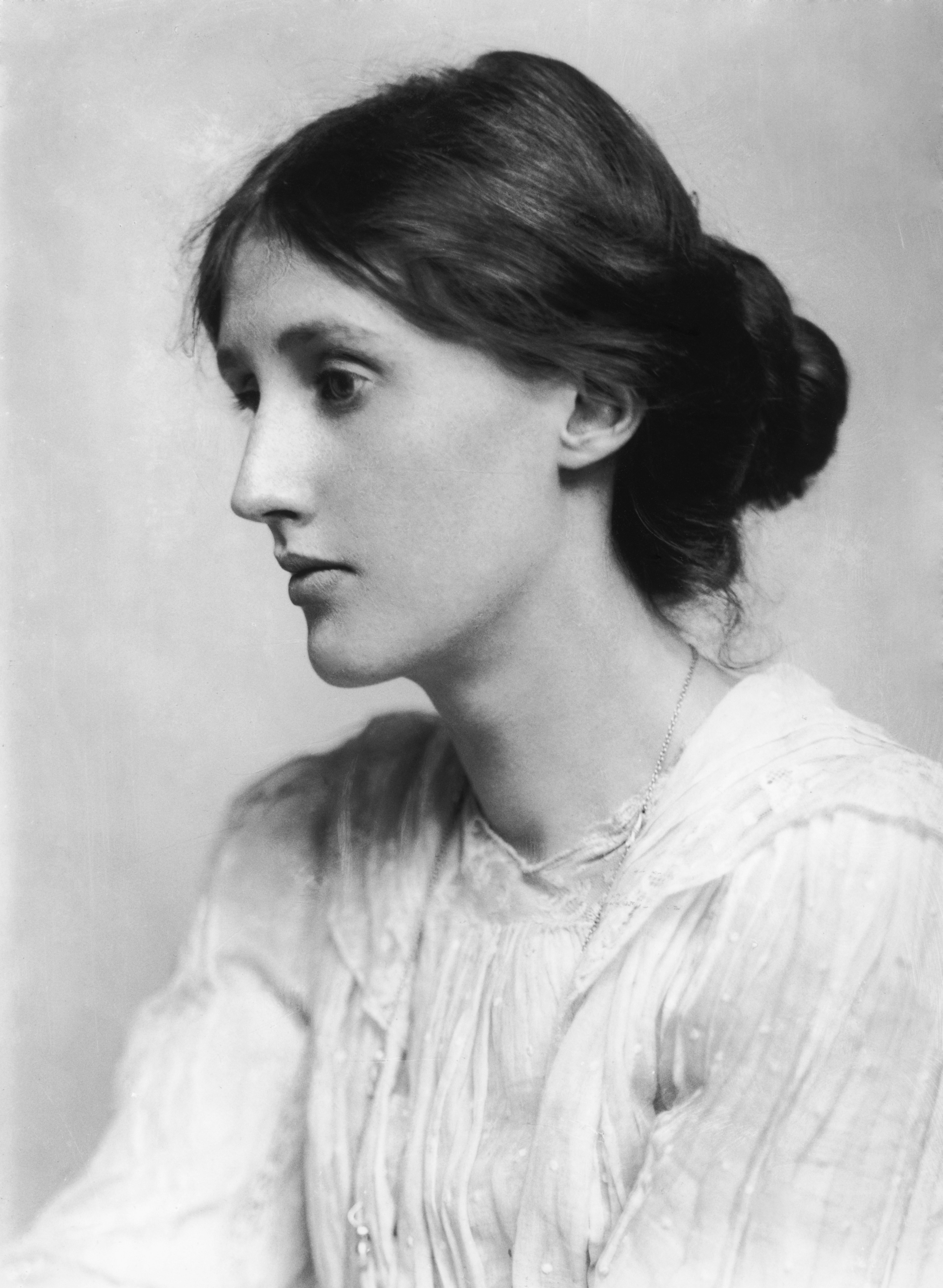
Virginia Woolf
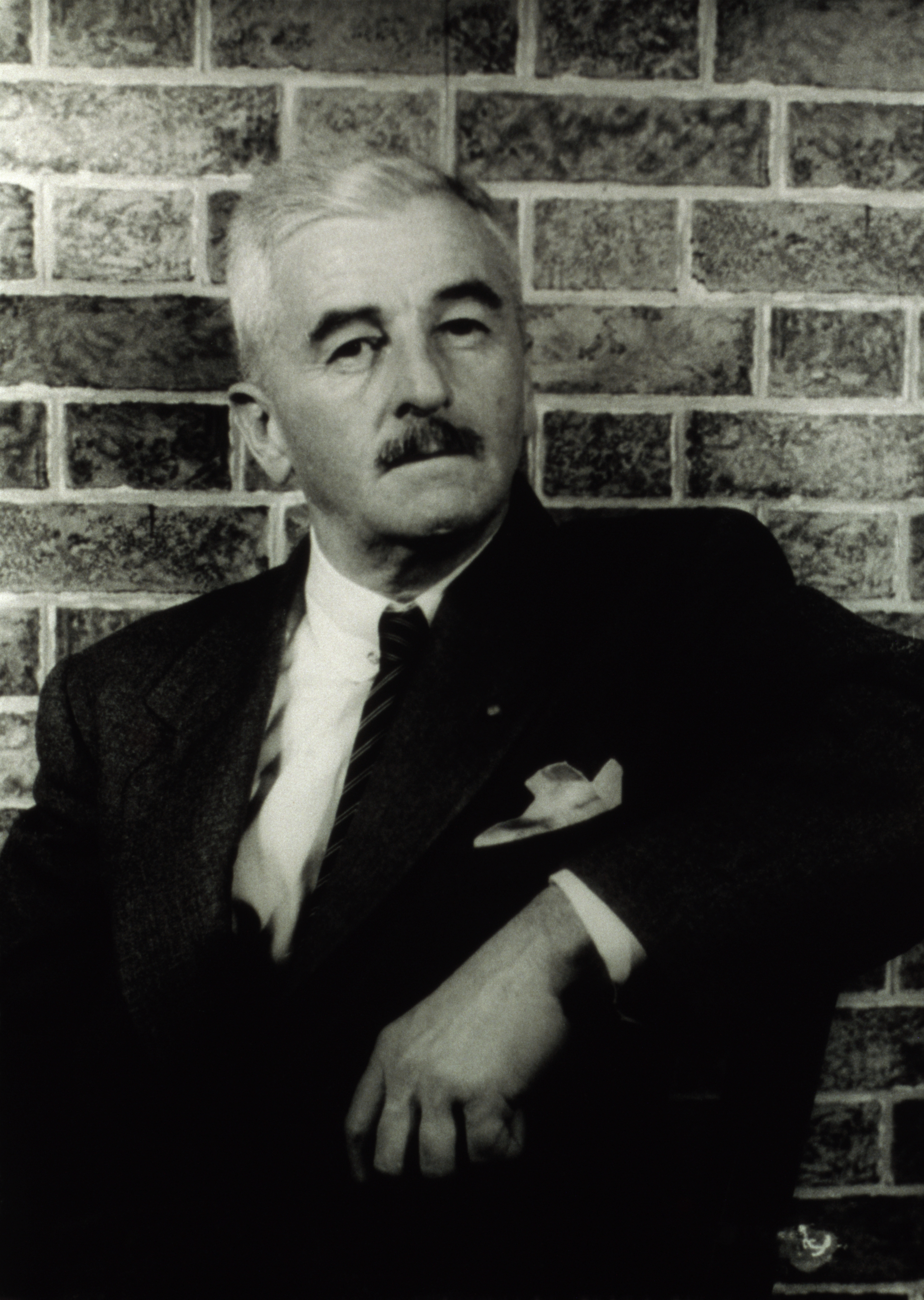
William Faulkner
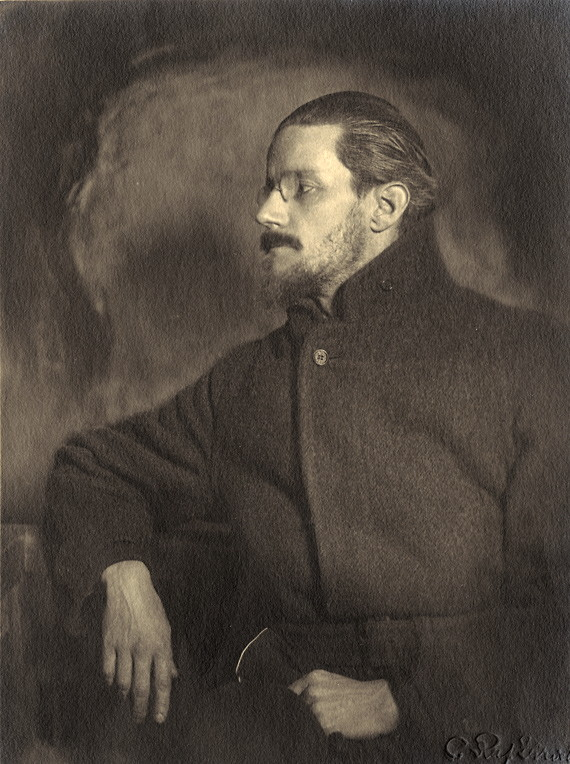
James Joyce

### Départ vers l'Europe
García Márquez part en 1955 pour l'Europe en tant que correspondant étranger à la conférence de Genève entre les « quatre Grands » (l'Union soviétique, le Royaume-Uni, les États-Unis et la France). Il y écrit plusieurs articles et part ensuite en Italie, à Rome, pour rédiger une série d'articles sur l'affaire Wilma Montesi qu'il définit comme le « scandale du siècle ». Puis, il assiste au 16e Festival du cinéma de Venise où il écrit divers articles sur le cinéma et des critiques de films. Il traverse également différents pays européens : l'Autriche, la Tchécoslovaquie, la Pologne, la Hongrie ou encore la Russie, avant de retourner à Rome pour s'inscrire à des cours de cinéma au Centro Sperimentale di Cinematografia de Cinecittà.
En décembre 1955, García Márquez part pour Paris et reprend contact avec Plinio Apuleyo Mendoza qu'il avait déjà rencontré à Bogota avant le Bogotazo. En janvier 1956, après avoir fait payer une amende de 600 000 pesos à El Espectador, Gustavo Rojas Pinilla fait fermer le journal, qui ne peut plus rémunérer García Márquez. Ce dernier doit loger temporairement dans un grenier sans chauffage au septième étage. Le 15 février 1956, El Independiente remplace El Espectador et, avant la fermeture administrative de ce nouveau journal le 15 avril 1956, le jeune journaliste colombien peut écrire une série de dix-sept articles sur un procès dans lequel des personnes sont accusées d'avoir fourni des secrets gouvernementaux aux communistes. C'est également durant sa période parisienne que García Márquez commence à écrire son roman La mala hora, publié en 1962. À cette époque, il se procure en édition de poche l'œuvre complète de Rabelais qui aura une influence marquante sur sa création littéraire.
En mars 1956, García Márquez fait la rencontre de Tachia Quintana, jeune actrice espagnole avec qui il noue une relation très forte. Lorsque Gerald Martin lui demande de plus amples détails à ce sujet, l'écrivain colombien répond que « tout le monde a trois vies : une vie publique, une vie privée et une vie secrète ». Peu après, Quintana fait une fausse couche et leur relation prend fin. La même année, García Márquez finit d'écrire Pas de lettre pour le colonel (El coronel no tiene quien le escriba).
Lorsque Plinio Mendoza revient à Paris en mai 1957, lui et García Márquez décident de partir tous deux en Europe de l'Est, à Leipzig, puis Berlin, ville où García Márquez rédige quelques articles sur le rideau de fer. Puis tous deux retournent à Paris avant de repartir à Moscou pour assister au VIe Congrès international de la jeunesse. Après un détour par la Hongrie, García Márquez revient dans la capitale française où, de septembre à octobre 1957, il écrit une série d'articles retranscrivant ses voyages en Europe et qui paraît en français sous le titre 90 jours derrière le rideau de fer (De viaje por los países socialistas) en 1959.
Lors d'un court séjour à Londres à partir de novembre 1957, García Márquez accepte un poste à Caracas au sein du journal Momento proposé par le patron de Plinio Mendoza le 16 décembre 1957.

### Retour en Amérique
Le 23 décembre 1957, García Márquez arrive à Caracas et commence à travailler au journal Momento. Il assiste ainsi en janvier 1958 au soulèvement général de la population et à la fuite du président vénézuélien Marcos Pérez Jiménez vers Saint-Domingue. À la suite de cela, García Márquez écrit un article politique, « La participation du clergé à la lutte », racontant le rôle joué par l'Église du Venezuela dans la lutte contre le dictateur. En mars 1958, il fait un voyage éclair en Colombie où il épouse Mercedes Barcha le 21 mars 1958, puis ils retournent ensemble à Caracas,. En mai 1958, en désaccord avec le propriétaire de Momento, il démissionne et devient, peu après, rédacteur en chef de Venezuela Gráfica. Le 18 janvier 1959, un révolutionnaire cubain propose à García Márquez d'assister au procès public des hommes de main de Fulgencio Batista. Il accepte l'invitation et y aperçoit Fidel Castro. En avril 1959, accompagné de son épouse, il retourne à Bogota travailler dans un bureau de Prensa Latina, journal créé par le gouvernement cubain pour contrecarrer la propagande contre Cuba. Le 24 août 1959, leur premier fils, Rodrigo, voit le jour,. Le milieu des années 1960 est une période creuse au plan littéraire pour García Márquez, d'autant plus que, pour la réédition de Pas de lettre pour le colonel en 1961, seuls 800 des 2 000 premiers exemplaires publiés sont vendus.
En 1960, à la demande de Jorge Ricardo Masetti, fondateur de Prensa Latina et proche de Che Guevara, García Márquez accepte de participer à une formation de jeunes journalistes se déroulant par intermittence sur quelques mois à La Havane. En décembre, il croise par hasard Fidel Castro dans un aéroport. En janvier 1961, Masetti envoie García Márquez, accompagné de sa famille, travailler comme correspondant à New York dans un des bureaux de Prensa Latina. À la même période, John Fitzgerald Kennedy est élu président des États-Unis et nombreux sont les Cubains à venir se réfugier sur le territoire américain. Pour García Márquez et ses collègues de travail, c'est une période stressante. Ces derniers sont souvent insultés et menacés par téléphone. Il reste encore à son poste quelque temps après le débarquement de la baie des Cochons du 17 avril 1961, mais finit par démissionner.
García Márquez et sa famille partent alors au Mexique. Ils traversent le Sud des États-Unis par bus, l'écrivain colombien souhaitant découvrir la région américaine qui avait inspiré les écrits de William Faulkner,. Ils arrivent à Mexico le 26 juin 1961 où Álvaro Mutis vient les retrouver. Peu de temps après, il est embauché en tant que rédacteur en chef de deux magazines alors qu'il espérait entrer dans le monde du 7e art. En 1962, il présente La Mala Hora pour le prix littéraire colombien et est déclaré vainqueur par l'Académie colombienne des Lettres. Il obtient ainsi un prix de 3 000 dollars pour un manuscrit qu'il souhaitait initialement appeler La Ville merdique. Les funérailles de la Grande Mémé, texte clé dans la trajectoire littéraire et politique de l'auteur colombien car réunissant pour la première fois « réalisme » et « magie », est publié en 1962 à Barcelone. La même année, le 16 avril 1962, naît son deuxième fils, Gonzalo,. Par ailleurs, García Márquez ne cesse d'admirer les actions menées par Fidel Castro et Che Guevara, qui défient les États-Unis. En avril 1963, il quitte son emploi et se lance dans l'écriture de plusieurs scénarios de films. Il est engagé en septembre par l'agence de publicité Walter Thompson et peut ainsi, entre 1963 et 1965, travailler en indépendant pour l'industrie du cinéma et plusieurs agences de publicité.

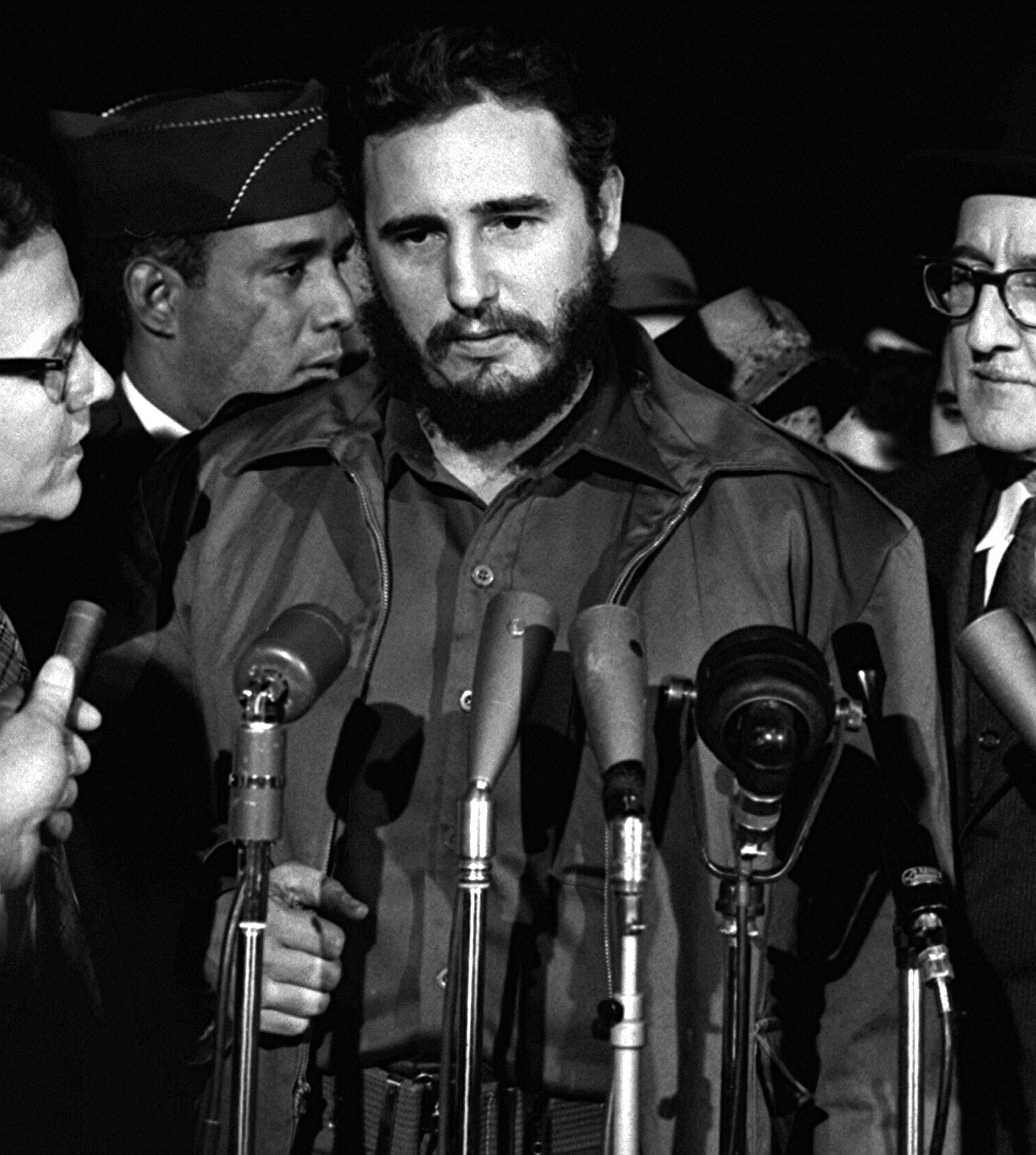
Fidel Castro, en 1959
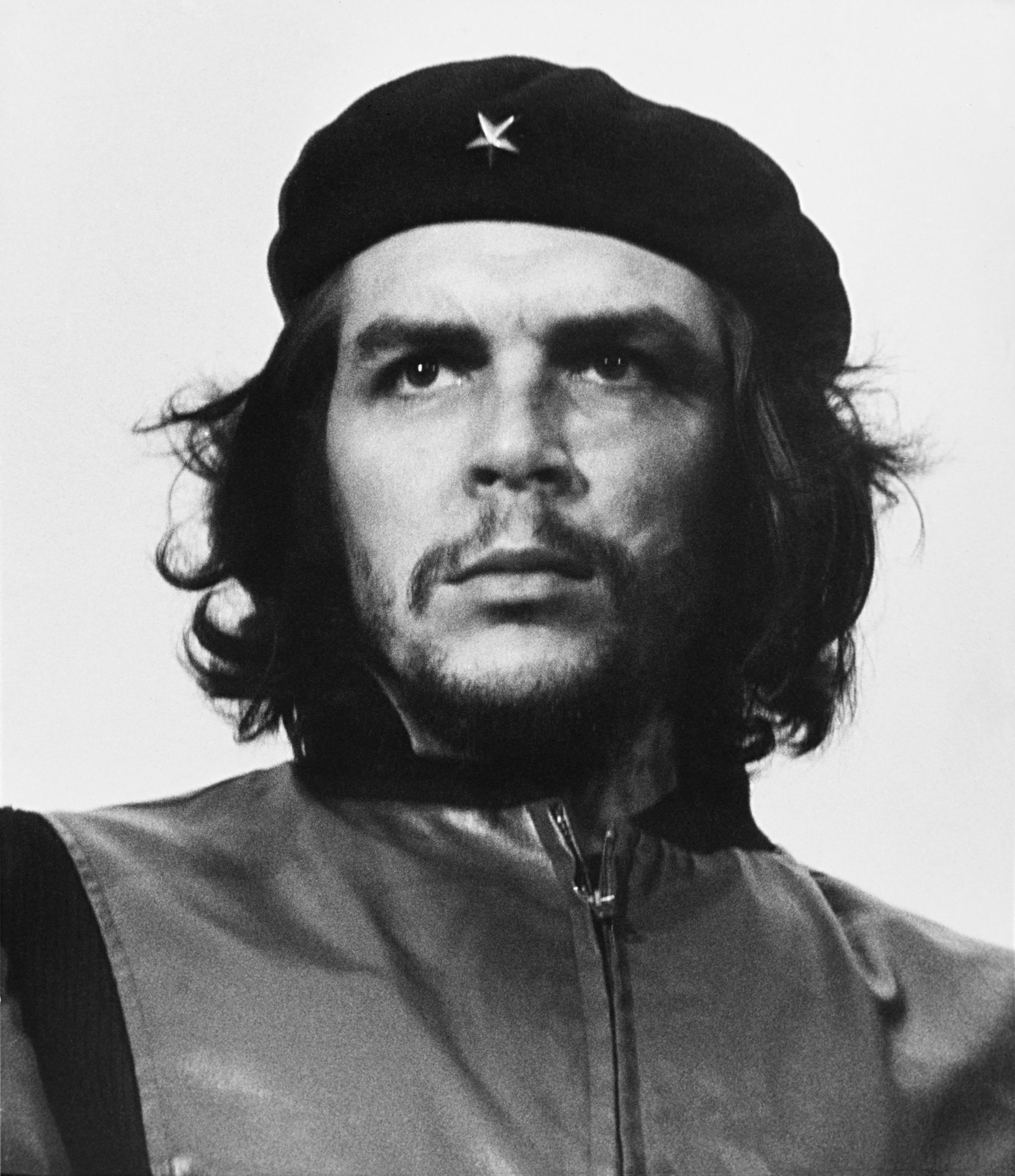
Che Guevara, en 1960

### La gloire

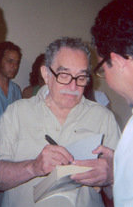
García Márquez signant un exemplaire de Cent ans de solitude à La Havane, Cuba.

En août 1965, moment important dans sa carrière, García Márquez signe avec l'agent littéraire de Barcelone, Carmen Balcells, un contrat autorisant cette dernière à représenter l'écrivain colombien dans toutes les langues et dans tous les pays pendant cent cinquante ans. Entre juillet 1965 et août 1966, il écrit le roman Cent ans de solitude: sa plus grosse difficulté a été de le « démarrer » ; il rédige par la suite plusieurs pages par jour. Durant cette période, il abandonne son emploi pour s'adonner entièrement à l'écriture de son manuscrit. En mars 1966, Tiempo de morir, dont il a écrit le scénario, remporte le premier prix au Festival international du film de Carthagène.
En avril 1967, Germán Vargas, membre du « groupe de Barranquilla », publie dans l'hebdomadaire Encuentro liberal un article sur Cent ans de solitude ; il y explique que ce roman est « Un livre qui fera du bruit ». De fait, Primera Plana, hebdomadaire important en Argentine, publie en 1967 un article sur García Márquez, après qu'un de ses journalistes a partagé la vie des García Barcha pendant une semaine. La même année, Mario Vargas Llosa définit le nouveau roman de García Márquez comme le « grand roman de chevalerie » d'Amérique latine. L'œuvre littéraire sort pour la première fois le 30 mai 1967 en Argentine et, en juin, García Márquez est interviewé par Visión, l'équivalent du Time en Amérique latine. Le 1er août 1967, il participe au XIIIe congrès international de littérature ibéro-américaine à Caracas où Mario Vargas Llosa, avec qui il se lie d'amitié, remporte le prix Rómulo Gallegos pour La Maison verte. Le Colombien obtient cette même récompense cinq ans plus tard pour Cent ans de solitude. Toutefois, Vargas Llosa refuse de reverser l'argent de la distinction au régime castriste comme il y est incité, alors que García Márquez financera un mouvement révolutionnaire vénézuélien grâce au prix. En 1971, Vargas Llosa publie García Márquez : Histoire d’un déicide, livre critique dans lequel il fait part de son admiration pour son aîné. Cette relation amicale très forte s'achève brutalement le 12 février 1976 lorsqu'à la première des Survivants des Andes, García Márquez reçoit un coup de poing en plein visage de la part de Vargas Llosa dans le hall d'un cinéma de Mexico,. Les motifs de cette querelle restent flous, mais seraient d'ordre privé : il s'agirait soit de la relation difficile, en raison d'infidélités répétées, entre l'écrivain péruvien et sa seconde épouse Patricia Llosa dont García Márquez aurait pris la défense, soit d'une liaison qu'aurait eue l'auteur colombien avec elle,,. D'autres raisons moins triviales, notamment la divergence de points de vue politiques, sont évoquées. Les deux anciens amis refusent de révéler la moindre information sur le sujet. Après la mort de García Márquez en 2014, Vargas Llosa affirme avoir noué un pacte avec celui-ci pour garder à jamais le silence sur la cause de cette amitié brisée. Reconnaissant à son ex-complice d'avoir tenu sa promesse jusqu'à la fin, il affirme vouloir en faire autant et laisser les historiens et biographes faire toute la vérité sur cette affaire. La nouvelle célébrité acquise à partir des années 1970 lui ayant offert une certaine sécurité financière, García Márquez décide de retourner en Europe, probablement « pour échapper à une pression devenue quotidienne, retrouver une liberté de manœuvre qui lui permettrait de rassembler ses esprits ».

### Barcelone et la «Gauche Divine»
García Márquez et sa famille arrivent le 4 novembre 1967 à Madrid, pendant la dictature de Francisco Franco, avant de se rendre à Barcelone la semaine suivante. Avec son roman Cent ans de solitude, l'écrivain colombien devient en Espagne l'icône d'un nouveau courant littéraire, le « boom latino-américain ». À Barcelone, Vargas Llosa, un autre futur Nobel et son ami d'alors, est son voisin. La ville est l'endroit privilégié de rencontres avec d'autres exilés hispano-américains tels que Julio Cortázar. « Gabo » rencontre des nombreux intellectuels groupés sous le nom de gauche divine, un mouvement de gauche, qui se définit surtout par son anti-franquisme et qui est issu de la haute bourgeoisie catalane. Il fait aussi la connaissance d'auteurs de langue catalane comme Josep Pla ou galicienne comme Álvaro Cunqueiro. Il fait par ailleurs la rencontre de la romancière espagnole Rosa Regàs et de la Brésilienne Beatriz de Moura qui ouvre plus tard la maison d'édition Tusquets. Durant cette période, pendant que Mercedes s'occupe de la famille, García Márquez s'adonne à l'écriture, avec pour projet L'Automne du patriarche. Il déclare ainsi à des journalistes : « Elle me donne de l'argent de poche pour acheter des bonbons, comme à nos fils ». Il leur dit également que Cent ans de solitude est un roman « superficiel » et que son succès s'explique par une série de « trucs » d'auteur qui ont piégé à la fois la critique et les lecteurs.
En avril et mai 1968, la famille García Barcha visite Paris peu avant les évènements de Mai 68 où García Márquez retrouve Tachia Quintana, puis part en Italie. Alors qu'il laisse une image d'homme apolitique à Barcelone, García Márquez fait part de son désaccord lorsque le dissident cubain Heberto Padilla remporte le prix de poésie à la quatrième compétition de l'Union nationale des écrivains et artistes de Cuba (« UNEAC »), ce qui entraîne une crise pendant laquelle les membres du jury sont séquestrés à Cuba. En janvier 1970, le Prix du Meilleur livre étranger de l'année 1969 est attribué à Cent ans de solitude, lors d'une cérémonie à laquelle García Márquez refuse de participer, déclarant que « le livre ne sonne pas bien en français ». La version anglaise de Gregory Rabassa sera, quant à elle, considérée comme la meilleure traduction de l'année.
En 1971, García Márquez et sa famille repartent pour neuf mois en Amérique latine, l'écrivain colombien souhaitant faire une pause alors qu'il écrit L'Automne du Patriarche. Pendant cette période, plusieurs auteurs (tels que Mario Vargas Llosa, Juan Goytisolo, Jean-Paul Sartre et Plinio Mendoza) rédigent le 9 avril une lettre de protestation adressée à Fidel Castro et publiée par Le Monde. Pensant que García Márquez va adhérer à leurs idées, Plinio Mendoza signe pour lui. Cependant, l'écrivain colombien fait retirer son nom et déclare son soutien au régime cubain. La même année, il est intronisé docteur honoris causa par l'université Columbia, à New York. Fin septembre 1971, les García Barcha retournent à Barcelone où García Márquez reprend l'écriture de L'Automne du Patriarche.
En 1972 est publiée L'Incroyable et triste histoire de la candide Eréndira et de sa grand-mère diabolique qui regroupe des nouvelles telles que Un Monsieur très vieux avec des ailes immenses et La Mer du temps perdu. La même année, García Márquez reçoit le prix Neustadt, décerné en association avec le magazine Books Abroad de l'université d'Oklahoma. En mai 1973, García Márquez annonce que son roman L'Automne du Patriarche est terminé, le peaufinant cependant jusqu'en 1974, avant qu'il ne soit publié en mars 1975 à Barcelone. Après cette publication, Garcia Marquez et sa famille quittent Barcelone pour s'installer à Mexico. García Márquez promet alors de ne plus publier de nouveaux romans jusqu'à ce que le dictateur chilien Augusto Pinochet soit renversé.
Entre 1973 et 1979, García Márquez met plus ou moins entre parenthèses sa carrière d'écrivain. Il s'implique davantage en politique, publiant divers articles dans le magazine politique Alternativa. Il s'intéresse ainsi à la révolution des Œillets qui éclate au Portugal en avril 1974, à la révolution militaire péruvienne, au régime cubain de Fidel Castro et, dans une moindre mesure, à la révolution nicaraguayenne.
Le 19 mars 1980, García Márquez annonce avoir terminé un roman, alors que Pinochet est toujours au pouvoir. Chronique d'une mort annoncée, « une sorte de faux roman et un faux reportage », est publié car l'écrivain « ne pouvait pas rester silencieux face à l'injustice et à la répression ». Il publie également, à partir de septembre 1980, divers articles notamment dans El Espectador à Bogota et dans El País en Espagne.

### Prix Nobel
Devenu un écrivain respecté, médiatique et populaire pour la bonne humeur de son style, ses récits pittoresques et originaux et sa langue enjouée, García Márquez met en accord la critique littéraire et le public international qui vantent l'extrême fécondité de son imagination créatrice. Ce statut l'amène logiquement à recevoir le prix Nobel de littérature, en 1982, décerné par l'Académie suédoise en l'honneur de « ses romans et ses nouvelles où s'allient le fantastique et le réel dans la complexité riche d'un univers poétique reflétant la vie et les conflits d'un continent »,. L'écrivain colombien est averti téléphoniquement de l'attribution du prix par Pierre Shori, ministre adjoint des affaires étrangères suédois et déclare alors à son épouse Mercedes : « Je suis baisé ! ». La nouvelle de la victoire s'étant propagée rapidement, García Márquez doit improviser une conférence de presse pour la centaine de journalistes qui se masse devant son domicile à Mexico.
Le 10 décembre 1982, lors de la cérémonie à Stockholm, García Márquez se présente vêtu d'un liquiliqui (habit traditionnel blanc du Venezuela et de certaines régions de Colombie) et de bottes noires, ce qui lui vaut quelques critiques. En effet, il est le seul lors de la cérémonie à ne pas être habillé du tuxedo protocolaire. Membre du comité Nobel, Kjell Espmark se souvient de son arrivée tonitruante dans la capitale suédoise : « García Márquez, très grand seigneur, était venu recevoir son prix Nobel avec un avion plein de chanteuses et de danseuses. ». Il emmène ainsi chanter en Norvège, pour la remise de son Nobel de littérature, la Colombienne Totó la Momposina. Dans son discours de réception du prix intitulé « La soledad de America latina », (« La solitude de l'Amérique latine ») qu'il avait auparavant fait lire à son ami Alfonso Fuenmayor, l'auteur colombien considère la poésie comme la « preuve la plus flagrante de l'existence de l'homme »,. Il livre également, avec ironie, un plaidoyer pour la nouvelle littérature latino-américaine et le réalisme magique qui définissent les contours d'un imaginaire poétique émancipé de l'emprise culturelle européenne : « Dans les bonnes consciences de l’Europe, et aussi parfois dans les mauvaises, a fait irruption avec plus de force que jamais l’actualité fantasmatique de l’Amérique latine, cette immense patrie d’hommes hallucinés et de femmes entrées dans l’histoire, dont l’obstination infinie se confond avec la légende. ». Selon l'historien de la littérature François Comba, García Márquez aurait eu par la suite une influence non négligeable sur les choix de l'Académie suédoise : ainsi, il aurait fait pression pour que le Français Claude Simon, qu'il recommandait depuis longtemps, soit récompensé en 1985,. En 1999, lorsque son ami Günter Grass reçoit la distinction à son tour, il lui envoie un télégramme de félicitations tout en affirmant : « D'un autre côté, je te plains. J'en sais plus que toi, je sais ce qui t'attend. ». Couronné à 55 ans, García Márquez devient en 1982 l'un des plus jeunes lauréats du prix Nobel ainsi que le premier Colombien et le quatrième auteur latino-américain à obtenir cette récompense, après Gabriela Mistral (1945), Miguel Ángel Asturias (1967) et Pablo Neruda (1971). Lui succèdent par la suite le Mexicain Octavio Paz en (1990) et le Péruvien-espagnol Mario Vargas Llosa en 2010. À cette liste d'écrivains hispano-américains, s'ajoutent comme prix Nobel en langue castillane les écrivains espagnols, José Echegaray y Eizaguirre (1904), Jacinto Benavente (1922), Juan Ramón Jiménez (1956), Vicente Aleixandre (1977) et Camilo José Cela (1989).
Ayant reçu ce prix prestigieux, García Márquez déclare à un correspondant :

« J'ai l'impression qu'en m'attribuant le prix ils ont tenu compte de la littérature du sous-continent américain et que, ce faisant, ils cherchaient à récompenser toute la littérature de cette région. »

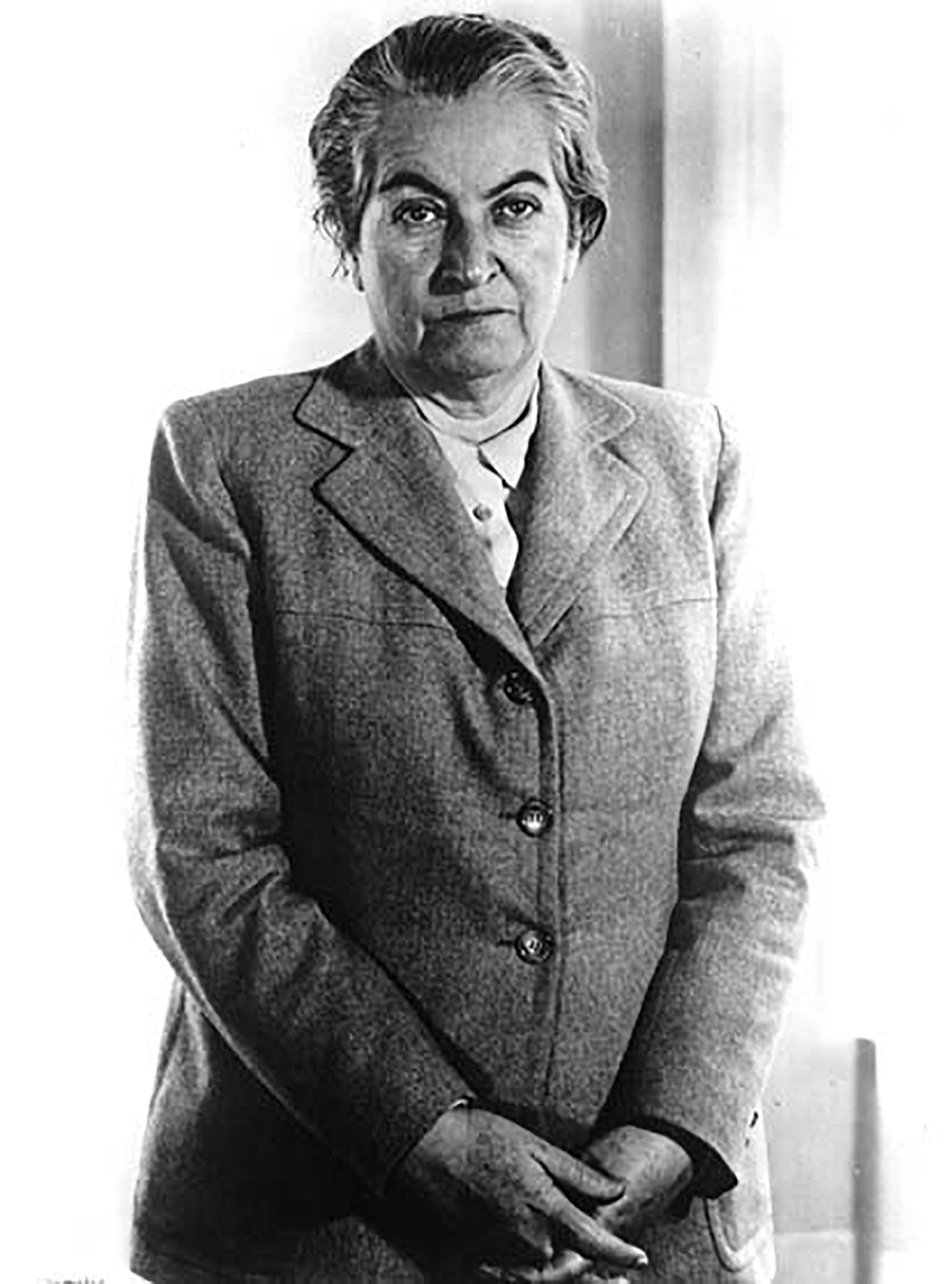
Gabriela Mistral (1889-1957)
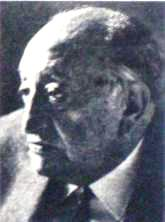
Miguel Ángel Asturias (1899-1974)
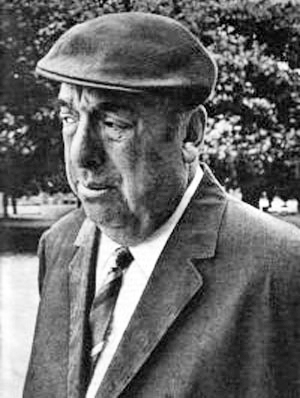
Pablo Neruda (1904-1973)

### Après le prix Nobel
Le 11 avril 1983, García Márquez et son épouse retournent en Colombie. C'est l'occasion pour l'écrivain de revoir sa famille et Aracataca, ville de son enfance. Son père, Gabriel Eligio García, meurt de maladie le 13 décembre 1984. C'est un choc pour l'écrivain qui venait de se réconcilier avec lui, leur relation ayant été toujours tendue. Alors qu'il a commencé à écrire les premiers chapitres de L'Amour aux temps du choléra avant d'obtenir le prix Nobel, il décide de transférer son manuscrit sur un ordinateur. Ce nouveau roman est publié pour la première fois le 5 décembre 1985 et devient son œuvre la plus populaire, ce qui est certainement dû au fait qu'il traite du thème de l'amour et du sens des relations humaines.
De 1980 jusque dans les années 1990, García Márquez consacre beaucoup de temps au cinéma, rédigeant entre 1980 et 1984 de nombreux articles en relation avec le 7e art. Il décide de créer la Fondation pour un nouveau cinéma latino-américain à La Havane, inaugurée le 4 décembre 1986 et dont il devient le président. Il est également un des fondateurs de l'École Internationale de Cinéma et de Télévision (« EICTV ») de San Antonio de los Baños, qui ouvre ses portes le 15 décembre 1986, à trente-cinq kilomètres de La Havane. En 1988, García Márquez fait une incursion dans le monde du théâtre avec une adaptation d'une de ses nouvelles, Diatriba de amor contra un hombre sentado (Diatribe contre un homme assis), qui recevra surtout des critiques négatives.
Peu après avoir terminé L'Amour aux temps du choléra, García Márquez décide de créer un roman sur Simón Bolívar. Il s'intéresse particulièrement au dernier voyage du « Libérateur » sur le fleuve Magdalena. Il effectue de nombreuses recherches sur la vie de Bolívar. Cette œuvre, Le Général dans son labyrinthe, dont le sujet principal est le pouvoir, est publiée en 1989. Alors que la Colombie doit, de plus en plus, faire face aux problèmes de drogue qui la ronge, García Márquez déclare dans l'Excelsior du 3 novembre 1990 que la « guerre contre la drogue » telle qu'elle est menée dans le pays est « vouée à l'échec », ce qui l'incite à lancer une campagne pour un dialogue entre le gouvernement, la guérilla et les trafiquants. Au début de janvier 1992, l'auteur colombien apporte sa contribution à QAP, bulletin télévisé du soir qui dure jusque fin 1997. Courant 1992, les médecins lui diagnostiquent une tumeur d'un centimètre sur le poumon gauche et l'écrivain décide de se faire soigner en Colombie, où l'opération sera jugée comme une réussite.
Le 22 avril 1994 paraît De l'amour et autres démons qui raconte l'histoire d'une fille de marquis, âgée de douze ans, mordue par un chien couleur de cendre et portant une lune blanche au front. Soupçonnée de rage ou de possession diabolique, elle est enfermée dans un couvent et vit avec son exorciste une passion destructrice. Ce livre est bien accueilli par les critiques, Antonia S. Batt du New York Review of Books le décrivant comme « un tour de force presque didactique et pourtant brillamment émouvant ». L'université de Cadix lui confère cette même année le titre de docteur Honoris Causa, l'une des rares récompenses reçues en Espagne par Gabo, l'écrivain refusant catégoriquement de recevoir d'autres prix après le Nobel, ce qui explique qu'il n'ait obtenu ni le prix Cervantes, ni le prix Prince des Asturies, considérés comme les plus importantes reconnaissances littéraires d'Espagne. La même année, sa formation journalistique l'amène à fonder, avec son frère Jaime et l'avocat Jaime Abello Banfi, la Fondation du nouveau journalisme ibéro-américain (« FNPI »), destinée à permettre à de jeunes journalistes d'apprendre sous la direction de professeurs tels qu'Alma Guillermoprieto et à faire émerger de nouvelles manières de faire du journalisme. En 1996, son roman documentaire Journal d'un enlèvement est publié. L'auteur colombien renoue ainsi avec le journalisme de ses débuts pour raconter l'enlèvement et la séquestration de six otages par des narcotrafiquants du cartel de Medellín dirigé par Pablo Escobar. En 1998, avec un groupe d'amis, il achète Cambio, fondé en 1993 par le journal espagnol Cambio 16, afin de faire « du journalisme ».

### Maladie et continuité de sa carrière
En 1999, un cancer lymphatique est diagnostiqué chez García Márquez. Il est traité avec succès par chimiothérapie dans un hôpital de Los Angeles,. Cet événement déclenche une prise de conscience et il commence alors la rédaction de ses mémoires : « J'ai réduit mes contacts avec mes amis au minimum, suspendu ma ligne téléphonique et annulé mes voyages ou toute autre sorte de participation à des évènements », déclara-t-il dans le journal colombien El Tiempo, « […] et je me suis reclus pour écrire tous les jours sans interruption. »
En 2000, l'annonce de sa mort imminente est faite à tort par le journal péruvien La República. Le jour suivant, plusieurs autres journaux publient un texte présenté comme son poème d'adieu, La Marioneta, mais la paternité du texte est infirmée par García Márquez lui-même et il s'avèrera avoir été écrit par le ventriloque mexicain Johnny Welch qui le récitait pendant ses spectacles avec une de ses marionnettes,,.
Trois ans après le diagnostic de son cancer, il publie le 8 octobre 2002 à Mexico Vivre pour la raconter (Vivir para Contarla), le premier des trois tomes de son autobiographie. La traduction anglaise (Living to Tell the Tale) réalisée par Edith Grossman et celle en français (Vivre pour la raconter) réalisée par Annie Morvan ont été publiées en novembre 2003. Largement inspiré par Les Belles Endormies du Japonais Yasunari Kawabata, Mémoire de mes putains tristes (Memoria de mis putas tristes), une histoire d'amour entre un homme de quatre-vingt-dix ans et une jeune vierge de quatorze ans, est publié en octobre 2004. Ce livre suscite une importante controverse en Iran, où il est interdit après que les 5 000 premiers exemplaires ont été imprimés et vendus,.
Depuis 2006, García Márquez laisse planer l'incertitude sur l'éventuelle sortie de nouveaux ouvrages. Bien qu'il ait déclaré en 2006 qu'il n'écrirait sans doute plus, le journaliste Dario Arizmendi assure, après avoir passé un week-end avec l'écrivain en 2008, que ce dernier est en train de mettre la dernière main à un nouveau roman d'amour. En 2009, démentant des rumeurs annonçant de nouveau qu'il n'écrirait plus, alimentées en particulier par son agent Carmen Balcells, García Márquez, alors âgé de 82 ans, déclare au journal colombien El Tiempo qu'il « ne fait rien d'autre qu'écrire », et n'exclut pas de publier d'autres ouvrages.
Le 6 mars 2012, date qui coïncide avec les 85 ans de García Márquez, le président russe Dmitri Medvedev décerne à l'écrivain colombien l'ordre de l'Honneur pour « la contribution au renforcement de l'amitié entre les peuples de la Russie et de l'Amérique latine ». Le 25 avril de la même année, alors que García Márquez est l'auteur latino-américain le plus populaire en Russie grâce à Cent ans de solitude et Des feuilles dans la bourrasque, un convoi de huit voitures du métro de Moscou, décoré pour une durée de six mois avec des photographies de l'écrivain et des fragments en russe et en espagnol de ses œuvres, est inauguré par le vice-président du métro de Moscou, Igor Yermolenko, ainsi que par l'ambassadeur de Colombie et promoteur du projet, Rafael Amador.

### Mort
Peu après avoir été hospitalisé entre le 31 mars et le 8 avril 2014 à l'Instituto Nacional de Ciencias Médicas y Nutrición pour une pneumonie, Gabriel García Márquez meurt à son domicile de Mexico le 17 avril 2014. Son décès fait suite à une insuffisance rénale et respiratoire due au cancer lymphatique contre lequel il luttait depuis 1999 et qui l'avait beaucoup affaibli au point de ne presque plus apparaître en public lors de ses dernières années. Il était néanmoins apparu une dernière fois le 6 mars pour accueillir, devant sa résidence, des journalistes venus lui souhaiter son 87e anniversaire. Sa dépouille est incinérée dans la capitale mexicaine le jour-même de sa mort. Ses cendres auraient reposé au funérarium J. García López avant d'être déplacées vers la Colombie, sans connaître toutefois leur destination finale. À l'annonce de sa disparition, le président Juan Manuel Santos déclare trois jours de deuil national en Colombie. Plusieurs hommages du monde des arts, de la culture et de la politique se succèdent, parmi lesquels ceux de Fidel Castro, Enrique Peña Nieto, Dilma Rousseff, Nicolás Maduro, François Hollande et Barack Obama qui affirme que García Márquez fut l'un de ses écrivains préférés dans sa jeunesse,,,. Quelques jours plus tard, de nombreuses cérémonies d'adieux sont célébrées en Colombie et au Mexique. En parallèle, le quotidien espagnol La Vanguardia rend public le premier chapitre d'une nouvelle inédite, Nous nous verrons en août (En agosto nos vemos), entamée dans les années 1990 et laissée inachevée par l'écrivain, insatisfait car il commençait à souffrir de problèmes de mémoire. Quelques jours plus tard, les organisateurs du Festival des films du monde de Montréal annoncent que la 38e édition lui est dédiée. Le 17 mai 2016, Gonzalo García Barcha déclare que les cendres de son père ont été transférées en Colombie au cloître de la Merced, situé dans un ancien couvent du centre historique de Carthagène des Indes et rattaché à l'université de la ville. Les cendres demeureront désormais dans un coffre, inclus dans un buste de bronze de l'auteur dessiné par l'artiste britannique Katie Murray.
Le 23 juin 2017, la place Gabriel-García-Márquez dans le 7e arrondissement de Paris est officiellement inaugurée, en présence du président colombien Juan Manuel Santos et de la maire de Paris Anne Hidalgo, en hommage à l'écrivain dans le cadre de l'« année France-Colombie ».

## Activités politiques
Les opinions politiques et idéologiques de García Márquez ont été influencées par les histoires de son grand-père Nicolás Márquez. Dans une interview, García Márquez a confié à Plinio Apuleyo Mendoza, proche ami et parrain de son premier fils, « Mon grand-père, le Colonel, était un libéral. Au départ, mes idées politiques viennent sans doute de lui, car au lieu de me raconter des contes de fées quand j'étais jeune, il me tenait en haleine avec des histoires horribles sur la dernière guerre civile que les libres-penseurs et les anticléricaux avaient menée contre le gouvernement conservateur »,. Cette influence s'est traduite sur ses vues politiques aussi bien que sur sa technique littéraire, de telle sorte que « De la même façon que sa carrière d'écrivain s'est construite à ses débuts par une opposition assumée au statu quo littéraire colombien, les opinions socialistes et anti-impérialistes de García Márquez se sont construites en opposition au statu quo global dominé par les États-Unis ».
Grâce à la reconnaissance internationale que García Márquez a gagnée avec la publication du roman Cent ans de solitude, l'écrivain colombien a pu jouer le rôle de médiateur entre le gouvernement colombien et la guérilla, dont le M-19, les FARC et l'Armée de libération nationale (ELN),. Il a ainsi pu faire progresser les pourparlers de paix qui se sont déroulés à Cuba entre l'ELN et le gouvernement colombien. Il a également participé au processus de paix entre le gouvernement d'Andrés Pastrana Arango et les FARC, mais sans succès.
En 1972, lorsque García Márquez reçoit le prix Rómulo Gallegos, il décide de donner l'argent de ce prix au parti vénézuélien Movimiento al Socialismo (« Mouvement vers le socialisme »), ce qui entraîne de nombreuses critiques alors que l'argent est destiné au magazine politique du MAS et non à sa guérilla. Par ailleurs, il contribue pendant plusieurs années à la publication d'articles politiques pour le magazine Alternativa créé en février 1974, rédigeant notamment Chili, le Coup d'État et les Gringos. Il accepte également de devenir membre du Second Tribunal Russell qui enquête sur des crimes de guerre internationaux et les juge. Dans les années 1970, l'écrivain colombien publie trois articles sur la révolution des Œillets du Portugal, à laquelle il apporte son soutien. Dans l'édition du 8 avril 1981 du journal espagnol El País, il déclare au sujet de ses activités politiques et littéraires : « Je suis un homme indivisible, et ma position politique obéit à la même idéologie avec laquelle j'écris mes livres ».
Le prestige international dont a rapidement bénéficié García Márquez l'a également conduit à nouer des amitiés avec certains dirigeants puissants dont l'ancien président cubain Fidel Castro. Cette relation amicale entre les deux hommes est analysée dans Gabo y Fidel: Retrato de una amistad (Gabo et Fidel : portrait d'une amitié). Dans un entretien avec Claudia Dreifus en 1982, García Márquez dit que sa relation avec Fidel Castro est principalement axée sur la littérature : « La nôtre est une amitié intellectuelle. Peu de gens savent que Fidel est un homme cultivé. Quand nous sommes ensemble, nous parlons beaucoup de la littérature ». L'avis de Castro sur ses ouvrages impressionne beaucoup García Márquez, en particulier l'analyse qu'il a faite de L'Automne du patriarche, portrait d'un tyran caribéen immortel, généralement lue comme une parabole sur les dictatures hispaniques. Certaines personnalités critiquent largement l'écrivain colombien pour cette relation. En 1992, l'écrivain cubain Reinaldo Arenas fait remarquer dans ses mémoires Antes que anocheza que García Márquez avait accompagné Castro en 1980 lors d'un discours. Le président cubain y a accusé des réfugiés récemment abattus dans l'ambassade péruvienne d'être des « chusma » (en français, « canailles »). Arenas dit se souvenir amèrement du comportement de García Márquez à cette occasion, qu'il juge hypocrite. Malgré ces critiques qui lui sont adressées, il est à noter que García Márquez s'est battu pendant plusieurs années pour que le gouvernement cubain relâche la majorité de ses prisonniers, permettant, par exemple, la libération d'un contre-révolutionnaire, Reinol Gonzáles, en décembre 1977. Il s'implique également dans un mouvement pour les droits de l'Homme nommé Habeas, participant à la constitution de son organisation et en la finançant avec 100 000 dollars sur ses droits d'auteur pour les deux années suivantes. En 1982, lors des élections présidentielles en Colombie, García Márquez apporte son soutien au candidat libéral Alfonso López Michelsen, mais ce dernier s'incline face au conservateur Belisario Betancur Cuartas.
Son engagement politique lui vaut d’être étroitement surveillé par la police politique mexicaine, la direction fédérale de la sécurité (DFS), à partir des années 1960. Pendant 20 ans, il fait l'objet de filatures récurrentes et de plus d’une centaine de rapports. Les agents de la DFS, qui travaillent en étroite collaboration avec Washington, tiennent le registre de ses voyages et espionnent les activités de sa fondation Habeas, dédiée aux prisonniers politiques.
García Márquez entretient également une amitié de longue date avec François Mitterrand qui l'admire et lui fait souvent partager sa table au palais de l'Élysée. L'écrivain apprécie quant à lui sa stature d'homme de lettres et sa grande culture. Comme l'explique son biographe Gerald Martin, l'auteur, alors envoyé spécial d'El Independiente, fait sa connaissance à Paris en 1956 lorsque le futur président français est encore ministre de l'Intérieur du gouvernement de Pierre Mendès France et connaît les tourments de l'affaire des fuites. Par l'intermédiaire de Régis Debray, l'écrivain et le chef d'État se rapprochent quelques années plus tard. Avec Octavio Paz, Carlos Fuentes, William Styron ou encore Elie Wiesel, García Márquez est convié à la cérémonie d'investiture de François Mitterrand le 21 mai 1981, à la suite de son élection à la présidence de la République. La première dame Danielle Mitterrand assiste à la remise du prix Nobel de littérature au Colombien l'année suivante. Par l'entremise de Régis Debray et de Jack Lang, ministre de la Culture, García Márquez accepte de prodiguer des conseils au président français sur les affaires sud-américaines.
En raison de sa notoriété nouvellement acquise à la sortie de Cent ans de solitude et de ses opinions tranchées sur l'impérialisme américain, García Márquez est souvent étiqueté comme provocateur et élément subversif. Au cours des années 1970, des écoles latino-américaines interdisent la lecture et l'étude de ses ouvrages. Plusieurs années, il se voit également refuser des visas par les autorités d'immigration américaines. En effet, il est interdit de séjour aux États-Unis depuis 1961, date à laquelle il se rallie à la cause de Cuba. Cependant, lorsque Bill Clinton est élu président américain, ce dernier lève finalement l'interdiction de voyage, affirmant à García Márquez que Cent ans de Solitude est son roman favori.
De son vivant, García Márquez s'avère cependant ennuyé par le statut d'homme politique, de militant et d'instance morale qui lui est conféré dans la presse et déclare : « Je suis un romancier, et nous, les romanciers, ne sommes pas des intellectuels, mais des sentimentaux, des émotionnels. Il nous arrive à nous, Latins, un grand malheur. Dans nos pays, nous sommes devenus en quelque sorte la conscience de notre société. Et voyez les désastres que nous provoquons. Ceci n'arrive pas aux États-Unis, et c'est une chance. Je n'imagine pas une rencontre au cours de laquelle Dante parlerait d'économie de marché. ».

### Prises de position dans les médias
En compagnie de Günter Grass, José Saramago, Umberto Eco, John Updike, Mario Vargas Llosa, Carlos Fuentes et Juan Goytisolo, García Márquez condamne l'attitude des autorités turques, en décembre 2005, et réclame l'abandon des charges judiciaires contre l'écrivain Orhan Pamuk, accusé d'« atteinte à l'identité turque » à la suite de la publication d'un article dans lequel ce dernier reconnaît la responsabilité de son pays dans les massacres kurdes et le génocide arménien.
Le 25 janvier 2007, il se joint à la longue liste de personnalités latino-américaines ayant exprimé leur soutien à l'indépendance de Porto Rico, en adhérant à la Proclama de Panamá qui est approuvée à l'unanimité par le Congrès latino-américain et caribéen pour l’indépendance de Porto Rico le 18 novembre 2006 à Panama. Parmi les figures d'Amérique latine qui ont défendu l'indépendance de Porto Rico, se trouvent : Ernesto Sábato, Pablo Armando Fernández, Luis Rafael Sánchez, Mayra Montero, Mario Benedetti, Jorge Enrique Adoum, Eduardo Galeano, Carlos Monsiváis ou encore Frei Betto.
En 2008, il rejoint plusieurs auteurs de renommée mondiale dont Philip Roth, Salman Rushdie et Carlos Fuentes et trois autres prix Nobel (Nadine Gordimer, J. M. Coetzee et Orhan Pamuk) pour soutenir l'écrivain franco-tchèque Milan Kundera, soupçonné d'avoir dénoncé à la police secrète tchécoslovaque l'un de ses concitoyens, condamné à 22 ans de prison.

## Son œuvre

### Principales œuvres littéraires

#### Des feuilles dans la bourrasque
Des feuilles dans la bourrasque (La Hojarasca) est le premier roman de García Márquez. L'écrivain déclare que « de tout ce qu'il avait écrit (à partir de 1973), le roman Des feuilles dans la bourrasque était son favori parce qu'il a estimé être le plus sincère et spontané ». Tous les événements du roman ont lieu dans une chambre, pendant une période d'une demi-heure, un mercredi 12 septembre 1928. L'ouvrage relate l'histoire d'un vieux colonel (semblable au propre grand-père de García Márquez) qui essaye de donner un enterrement chrétien convenable à un docteur français impopulaire. Le colonel est soutenu seulement par sa fille et son petit-fils. Le roman explore la première expérience de l'enfant avec la mort en suivant le cheminement de sa conscience. Le livre révèle également la perspective d'Isabel, la fille du Colonel, fournissant ainsi un point de vue féminin.

#### Cent ans de solitude
Depuis l'âge de dix-huit ans, García Márquez voulait écrire un roman centré sur la maison de ses grands-parents où il a passé son enfance. Toutefois, ne parvenant pas à trouver le ton approprié, il abandonna ce projet jusqu'au jour où il trouva brutalement la solution alors qu'il conduisait sa famille à Acapulco. Il aurait alors fait demi-tour et ramené sa famille à la maison pour commencer à écrire. Pour survivre durant les dix-huit mois que dura l'écriture, il dut vendre sa voiture et son épouse dut acheter le pain et la viande à crédit, accumulant aussi neuf mois de retard de loyer. Cent ans de solitude est finalement sorti en 1967. Il s'agit du plus grand succès commercial que l'auteur ait connu jusqu'alors. Le biographe de García Márquez, Gerald Martin, raconte en 2008 la légende entourant la rédaction de ce livre : à Mexico, le romancier travaille sur une machine à écrire Olivetti dans une pièce de trois mètres sur deux baptisée « la caverne de la mafia ». Encouragé par ses proches, convaincus du chef-d'œuvre, il écrit toute la journée après avoir accompagné ses enfants à l'école, fume énormément et écoute Béla Bartók, Claude Debussy et les Beatles. La dactylo, qui rapporte les manuscrits chez elle, les lit et les corrige, manque d'être renversée par un bus et lâche les feuillets qui s’éparpillent dans la rue. Pour l'envoi du tapuscrit à son éditeur de Buenos Aires, l’écrivain se rend avec son épouse Mercedes à la poste mais le colis coûte 82 pesos. Ils n'envoient qu'une moitié du texte et vendront leur radiateur, leur sèche-cheveux et leur mixeur pour expédier l'autre moitié en Argentine.
Cent ans de solitude relate sur plusieurs générations l'histoire de la famille Buendía depuis la fondation du village fictif de Macondo. Il s'agit d'une saga riche d'incestes et d'événements fantastiques, ponctuée de naissances et de morts plus ou moins tragiques. La destinée de Macondo est souvent vue par les critiques comme suffisamment générale pour représenter l'histoire des villages ruraux d'Amérique du Sud, ou au moins celle de la région natale de García Márquez, autour d'Aracataca,.
Cette vaste fresque a connu un succès phénoménal dès sa publication et est rapidement devenue un classique. Elle a apporté à García Márquez une notoriété mondiale et a été déterminante dans l'obtention, par ce dernier, du prix Nobel de littérature en 1982. Elle lui avait par ailleurs valu, dix ans auparavant, le Prix Rómulo Gallegos. William Kennedy l'a même qualifiée de « première œuvre depuis la Genèse dont la lecture est indispensable à toute l'Humanité ». Des centaines d'articles, de livres, de critiques littéraires et d'analyses universitaires ont été publiés autour de cet ouvrage, traduit dans 35 langues et vendu à près de 30 000 000 d'exemplaires à travers le monde. À la fois épopée familiale, satire sociale, document historique, roman politique, pastiche biblique et récit merveilleux, Cent ans de solitude est représentatif de l'alternance de registres affectionnée par l'auteur. Considéré par plusieurs critiques, lecteurs et écrivains tels que Pablo Neruda comme le roman de langue espagnole le plus important depuis Don Quichotte,, Cent ans de solitude est cité comme l'exemple le plus abouti de réalisme magique tel que le popularise le boom de la littérature latino-américaine dans les années 1960 : abolition de la frontière entre rêve, mythes, visions, fantasmes et monde quotidien, mélange de grandiose, de réalisme et d'humour, questionnement métaphysique, imaginaire débridé et univers flamboyant dans lequel l'amour, la violence, la solitude, les guerres, l'inceste et la décadence côtoient la sensualité des corps et de la nature. Toutefois, García Márquez dit lui-même ne pas comprendre le succès de ce livre en particulier, ni le culte qui lui est voué, ni la pléthore d'exégèses qu'il a entraînée : « La plupart des critiques ne réalisent pas qu'un roman comme Cent ans de solitude est un peu une blague, pleine de clins d'œil à mes proches ; et par conséquent, avec leur droit préétabli à pontifier, ils prennent la responsabilité de décoder le livre et de se couvrir terriblement de ridicule. »

#### L'Automne du patriarche
C'est la fuite du dictateur vénézuélien Marcos Pérez Jiménez qui a donné à García Márquez l'inspiration pour écrire un roman du dictateur dans la tradition littéraire sud-américaine. Selon ses mots, « c'était la première fois que l'on assistait à la chute d'un dictateur en Amérique Latine. » García Márquez a commencé à écrire L'Automne du patriarche (El otoño del Patriarca) en 1968 et a déclaré l'avoir terminé en 1971. Cependant, il a continué à peaufiner son roman jusqu'en 1975, année où il fut publié en Espagne. Selon García Márquez, ce roman est un « poème sur la solitude au pouvoir » alors que l'on suit la vie d'un dictateur éternel surnommé « Le Général ». Le roman se développe à travers une série d'anecdotes relatives à la vie du général, mais qui ne figurent pas dans l'ordre chronologique. Bien que l'emplacement exact de l'histoire ne soit pas clairement défini dans le roman, le pays tropical imaginé par García Márquez peut être situé quelque part dans les Caraïbes. À travers un entrelacs de récits, d'énoncés et de situations hétérogènes, l'auteur peint le crépuscule d'un dictateur qui n’en finit pas de mourir et sur lequel le temps semble s'être arrêté par la grâce du pouvoir.
García Márquez a donné sa propre explication de l'intrigue :

« Mon intention a toujours été de produire une synthèse de tous les dictateurs d'Amérique Latine, et en particulier ceux des Caraïbes. Néanmoins, la personnalité de Juan Vicente Gómez [du Venezuela] était si forte, outre le fait qu'il exerçait sur moi une véritable fascination, qu'indubitablement le Patriarche a beaucoup plus de lui que de n'importe quel autre dictateur. »

#### Chronique d'une mort annoncée
Chronique d'une mort annoncée (Crónica de una muerte anunciada) reconstitue l'histoire d'un meurtre qui se déroula en 1951 à Sucre, une ville du département de Sucre, dans le Nord-Ouest de la Colombie. Dans ce roman, le personnage Santiago Nasar se réfère à un bon ami d'enfance de García Márquez, Cayetano Gentile Chimento. Rubén Pelayo catégorise cette œuvre littéraire comme étant une combinaison de reportage, de réalisme et de roman policier.
L'intrigue du roman tourne autour de l'assassinat de Santiago Nasar. Le narrateur joue le rôle d'un détective qui découvre les éléments de ce meurtre seconde par seconde. Le critique littéraire Rubén Pelayo note que « l'histoire se déroule de manière inversée. Au lieu d'aller de l'avant (...) l'intrigue se déroule en arrière. » En effet, dans le premier chapitre, le narrateur explique exactement au lecteur qui a tué Santiago Nasar, le reste du livre cherchant à expliciter les raisons de ce meurtre.
Chronique d'une mort annoncée a été publié en 1981, un an avant que García Márquez ne remporte le prix Nobel de littérature. Le roman a également été adapté au cinéma par le réalisateur italien Francesco Rosi en 1987.

#### L'Amour aux temps du choléra
L'Amour aux temps du choléra (El amor en los tiempos del cólera), publié en 1985, est un roman d'une facture plus classique que les précédents mais il conte une histoire d'amour atypique où « Les amants trouvent l'amour dans leur « âge d'or », à plus de soixante-dix ans, alors que la mort est tout autour d'eux ». L'Amour aux temps du choléra se fonde sur les histoires de deux couples. L'amour adolescent de Fermina Daza avec Florentino Ariza est axé sur l'histoire des parents de García Márquez. Toutefois, comme il l'explique dans une interview, « La seule différence est que [ses parents] se sont mariés, et dès l'instant où ils se sont mariés, ils n'étaient plus des personnages intéressants d'un point de vue littéraire ». L'amour entre les deux amants âgés est fondé sur un récit journalistique de la mort de deux Américains, âgés de près de 80 ans, qui se retrouvaient chaque année à Acapulco. Un jour, lors d'une sortie en bateau, ils ont été tués à coups de rame par le batelier. D'après García Márquez, « c'est par leur mort que l'histoire de leur secret a été révélée. Ils m'ont fasciné. Ils étaient tous deux mariés à quelqu'un d'autre. ».

#### Le Général dans son labyrinthe
Peu après avoir terminé L'Amour aux temps du choléra (1985), Gabriel García Márquez décide de créer un roman sur Simón Bolívar. Il s'intéresse plus particulièrement au dernier voyage du Libérateur sur le río Magdalena.
L'idée d'écrire un livre à ce sujet lui vient initialement de son ami et compatriote, l'écrivain colombien Álvaro Mutis, à qui l'ouvrage est dédié. Le livre raconte le voyage de Bolívar de Bogota à la côte nord de la Colombie, alors qu'il cherche à quitter l'Amérique du Sud pour s'exiler en Europe. La version originale en espagnol du roman Le Général dans son labyrinthe a été publiée simultanément en Argentine, en Colombie, au Mexique et en Espagne en 1989.
Mais, le portrait romanesque d'un héros national et latino-américain, qui remet en question les données historiques, a été ressenti comme un outrage par certains lors de la publication du livre. Dans un entretien avec María Elvira Samper qui lui demande si le livre est à classer dans la catégorie roman historique ou dans celle de l'histoire romancée, Gabriel García Márquez déclare que « c'est totalement un roman », l'absence de documentation sur le dernier voyage de Bolívar lui ayant permis de se mettre dans la tête du personnage. Ainsi, la psychologie du héros de son livre, son comportement et sa personnalité sont « de la fiction, basée sur beaucoup de documents ».

### Liste de ses œuvres littéraires

#### Romans
- 1955 - Des feuilles dans la bourrasque (La Hojarasca), Paris, Grasset, 1983
- 1961 - Pas de lettre pour le colonel (El coronel no tiene quien le escriba), Biarritz, R. Julliard, 1963
- 1962 - La mala hora, Paris, Grasset, 1986
- 1967 - Cent Ans de solitude (Cien años de soledad), Paris, Seuil, 1968
- 1975 - L'Automne du patriarche (El otoño del patriarca), Paris, Grasset, 1977
- 1981 - Chronique d'une mort annoncée (Crónica de una muerte anunciada), Paris, Grasset, 1981
- 1985 - L'Amour aux temps du choléra (El amor en los tiempos del cólera), Paris, Grasset, 1987
- 1989 - Le Général dans son labyrinthe (El general en su laberinto), Paris, Grasset, 1989
- 1994 - De l'amour et autres démons (Del amor y otros demonios), Paris, Grasset, 1995
- 2004 - Mémoire de mes putains tristes (Memoria de mis putas tristes), Paris, Grasset, 2005
- 2024 - Nous nous verrons en août (En agosto nos vemos), traduction de Gabriel Iaculli, Paris, Grasset, 2024, 140 p.  (ISBN 978-2-246-83632-2)[100]

#### Nouvelles et Contes
- 1962 - Les Funérailles de la Grande Mémé (Los funerales de la Mamá Grande), comprend Il n'y a pas de voleur dans ce village (En este pueblo no hay ladrones), Paris, Grasset, 1977
- 1972 - L'Incroyable et Triste Histoire de la candide Erendira et de sa grand-mère diabolique (La increíble y triste historia de la cándida Eréndira y de su abuela desalmada), Paris, Grasset, 1977
- 1972 - Des yeux de chien bleu (Ojos de perro azul), Paris, Grasset, 1991
- 1992 - Douze contes vagabonds (Doce cuentos peregrinos), Paris, Grasset, 1993

#### Autres
- 1970 - Récit d'un naufragé (Relato de un náufrago), Paris, Grasset, 1979
- 1982 - Une odeur de goyave. Entretiens avec Plinio Mendoza (El olor de la guayaba), Paris, Belfond, 1982
- 1986 - L'Aventure de Miguel Littín, clandestin au Chili (La aventura de Miguel Littín clandestino en Chile), Paris, Sylvie Messinger, 1986
- 1996 - Journal d'un enlèvement (Noticia de un secuestro), Paris, Grasset, 1997
- 2002 - Vivre pour la raconter (Vivir para contarla), Paris, Grasset, 2003
- 2010 - Je ne suis pas ici pour faire un discours (Yo no vengo a decir un discurso), Paris, Grasset, 2012
- 2018 - Le Scandale de notre siècle (El escándalo del siglo), Paris, Grasset, 2022

## Relations avec l'univers cinématographique

### Implication dans le cinéma

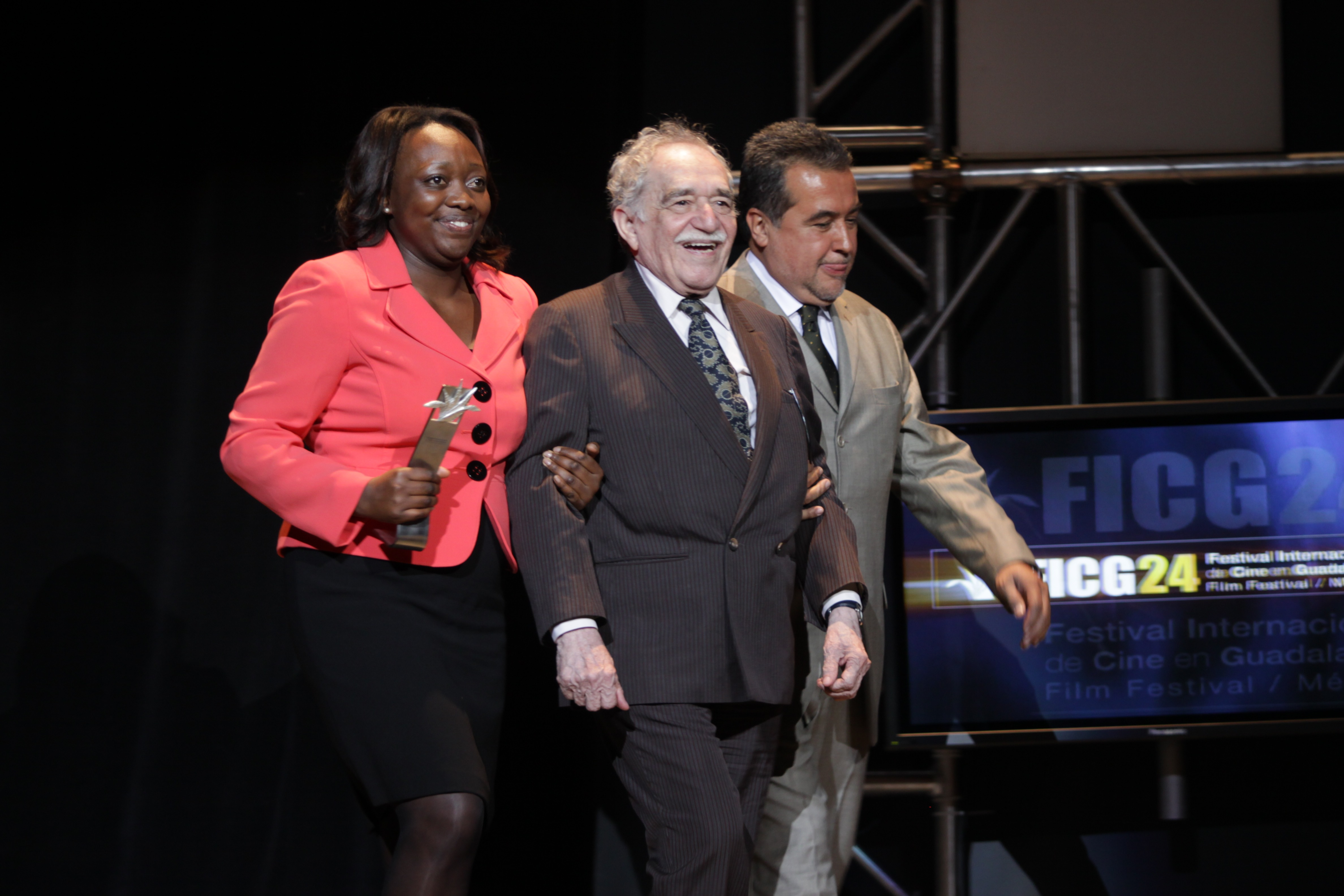
García Márquez et le ministre colombien de la Culture, Paola Moreno (à sa gauche), lors du festival international du film de Guadalajara qui s'est tenu à Guadalajara (Mexique), en mars 2009.

Selon les critiques, le langage imaginaire de García Márquez est extrêmement visuel, pictural et graphique, l'écrivain colombien expliquant que chacune de ses histoires est empruntée à une « image visuelle ». Dany Laferrière vante par ailleurs sa capacité à magnifier les perceptions.
García Márquez confère en effet une dimension tactile à ses récits, exaltant les goûts, les couleurs, les saveurs, les senteurs et les odeurs de l'Amérique caribéenne. L'aspect journalistique de son écriture, présent quant à lui dans l'abondance de détails sur le cadre de vie sud-américain et l'atmosphère tropicale, est rapproché du cinéma documentaire. Il n'est donc pas surprenant que l'auteur se soit depuis longtemps impliqué pleinement dans le 7e art et la défense d'un cinéma hispanique qu'il souhaite ancrer dans des préoccupations politiques et sociales. Critique de cinéma, il est en effet l'un des fondateurs de l'École internationale de cinéma et de télévision (EICTV) de Cuba.
En 1985, il crée la Fondation pour un nouveau cinéma latino-américain ((en) espagnol : Fundación del Nuevo Cine Latinoamericano ou FNCL) à La Havane qui a pour missions principales d'unifier le nouveau cinéma latino-américain et d'en assurer sa promotion. Le FNCL aboutit à la création de l'entité ad hoc, la Escuela de Tres Mundos (École de Trois Mondes), en décembre 1986 avec le cinéaste argentin Fernando Birri en tant que premier directeur. Le projet académique de cette institution était de former des professionnels du cinéma, de la télévision et d'autres médias.
García Márquez a été le président du FNCL et a écrit plusieurs scénarios de films. Lors de son premier scénario, celui de El gallo de oro de Juan Rulfo, il travailla avec Carlos Fuentes. Il écrit ensuite d'autres scénarios : Tiempo de morir (1966) et Un señor muy viejo con unas alas enormes (1988), et même des séries télévisées comme Amores difíciles (1991). Il a aussi écrit Eréndira, son troisième scénario. Toutefois, le manuscrit fut perdu et fut remplacé par une nouvelle écrite pour l'occasion. Marquez décida pourtant d'écrire de nouveau le script, en collaboration avec Ruy Guerra et, finalement, le film sortit en 1983. Entre-temps, García Márquez a été membre du jury au Festival de Cannes en 1982 sous la présidence de Giorgio Strehler, quelques mois seulement avant de recevoir son prix Nobel.

### Adaptations de ses œuvres au cinéma
Plusieurs de ses histoires inspirent de nombreux écrivains, artistes et cinéastes. En 1987, le metteur en scène italien Francesco Rosi réalise Chronique d'une mort annoncée, d'après le roman homonyme de García Márquez. Plusieurs adaptations sont tournées au Mexique dont La Viuda de Montiel (1979) de Miguel Littín, Maria de mi corazón (1979) de Jaime Humberto Hermosillo et El coronel no tiene quien le escriba (1998) d'Arturo Ripstein. Le cinéaste anglais Mike Newell (Quatre mariages et un enterrement) tourne L'Amour aux temps du choléra à Carthagène des Indes, en Colombie. Le scénario est écrit par Ronald Harwood (Le Pianiste). Le roman De l’amour et autres démons est quant à lui adapté et mis en scène par le réalisateur costaricien Hilda Hidalgo, diplômé du Film Institute de La Havane et dans lequel l'auteur colombien se rend souvent pour des ateliers d'écriture de scénarios.
En 1996, Récit d'un naufragé inspire Pobre mi esperanza, clip musical dirigé par José Luis Lozano et interprété par Isabel Pantoja. Le cinéaste serbe Emir Kusturica, grand lecteur de García Márquez dont l'univers a nourri les films Le Temps des Gitans et Underground, entreprend par ailleurs l'adaptation de L'Automne du patriarche et rencontre l'écrivain à La Havane en 2005 afin de discuter de la mise à l'écran de son livre. Kusturica souhaite également porter à l'écran d'autres œuvres de l'auteur parmi lesquelles Cent ans de solitude. Néanmoins, aucune des adaptations souhaitées ne voit le jour.
En 2011, l'auteur et réalisatrice australienne Julia Leigh avoue avoir voulu transposer dans une époque contemporaine les thèmes et l'atmosphère de Mémoire de mes putains tristes ainsi que de Les Belles Endormies de Yasunari Kawabata avec Sleeping Beauty, son premier film. La même année ce roman est porté à l'écran par Henning Carlsen avec Emilio Echevarría et Geraldine Chaplin.

## Style littéraire et sources d'inspiration

### Style

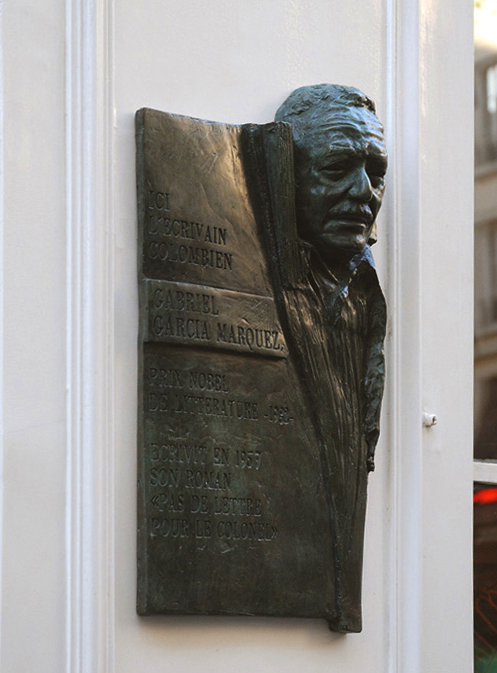
Plaque commémorative de Gabriel García Márquez réalisée par le sculpteur franco-colombien Milthon en 2007.

#### Renouveau de la littérature hispanophone
García Márquez est une figure importante du boom latino-américain en littérature. Ses œuvres ont forcé certains critiques littéraires colombiens à rompre avec la critique très conservatrice qui avait été dominante jusqu'au succès de Cent ans de solitude. Dans la revue littéraire Hispania, Robert Sims écrit :

« García Márquez continue d'avoir une grande influence en Colombie, en Amérique latine et aux États-Unis. Des critiques sur les œuvres du prix Nobel 1982 ont été produites en masse et continuent de l'être. De plus, García Márquez a galvanisé la littérature colombienne en lui donnant un élan sans précédent. De fait, il est devenu une pierre de touche pour la littérature et la critique des Amériques, car son travail a conduit à des réactions d'attraction-répulsion parmi les critiques et les autres écrivains tandis que les lecteurs continuent de dévorer ses nouvelles productions. Il est indéniable que García Márquez a contribué à rajeunir, reformuler et remettre dans leur contexte concret la littérature et la critique en Colombie et dans le reste de l'Amérique latine. »

García Márquez compte parmi les écrivains hispanophones majeurs du XXe siècle. Avec l'approche d'un conteur, il a donné un nouveau souffle littéraire à la production latino-américaine en s'écartant de l'indigénisme en vigueur. À travers une œuvre inclassable et foisonnante, l'auteur a développé un style original, exubérant et accessible qui lui a valu une popularité mondiale.
Considéré comme l'un des grands noms du réalisme magique, García Márquez convoque, dans ses romans et nouvelles, les grands tableaux de l'histoire sud-américaine mais vus par le prisme de la fable, du folklore et des mythes populaires hispaniques. Il explique lui-même son intérêt pour les intrigues extraordinaires et foisonnantes : sa grand-mère, Tranquilina, femme nerveuse et visionnaire, le terrifiait la nuit avec des histoires fantastiques. Beaucoup de lecteurs reconnaissent par ailleurs la personnalité de Tranquilina sous les traits d'Úrsula dans Cent ans de solitude. Son amour du grand roman national lui vient en revanche de son grand-père, ancien colonel d'armée, qui lui narrait les grandes sagas et les épopées du pays, à l'instar du massacre des bananeraies de la Caraïbe à la fin du XIXe siècle, qui a vu une révolte paysanne écrasée dans le sang avec plus de cent manifestants tués puis finalement enterrés dans une fosse commune. Enfant, le jeune Gabriel fut également marqué par le récit des aventures héroïques du général Rafael Uribe Uribe, légendaire chef libéral, protagoniste de la guerre des Mille Jours (1899 - 1902), la plus intense des guerres civiles colombiennes à laquelle l'aïeul de l'écrivain, jeune soldat à l'époque, a survécu, bien que hanté à jamais par le souvenir de ses camarades blessés et fusillés. C'est également à son grand-père qu'il doit la découverte de la glace qui occupe les premières pages de Cent ans de solitude. García Márquez concentre ces deux influences familiales divergentes dans un univers romanesque où le lecteur est transporté du rêve au fantasme en passant par la réalité quotidienne du peuple colombien.
García Márquez se veut le chroniqueur d'un régionalisme à vocation universelle, représentatif de la world literature. Sous sa plume démiurgique et « naïve » (non pas au sens de « bêtise » mais d'« émerveillement de l'enfant devant sa création » comme l'explique Albert Bensoussan, son traducteur), c'est donc l'Amérique latine qui renait : ses us et coutumes, ses croyances, ses conflits, ses guerres civiles etc., jusqu'à sa soumission à l'impérialisme nord-américain.
Le mouvement littéraire initié par García Márquez a connu tant d'imitateurs qu'il a conduit à la naissance d'un contre-courant : le McOndo : collision du nom « Macondo », le village imaginaire de l'auteur colombien et du préfixe « Mc » imputable aux groupes « McDonald's » et « McIntosh ». Cette école, représentée notamment par le Chilien Alberto Fuguet, le Bolivien Edmundo Paz Soldán ou encore la Porto-Ricaine Giannina Braschi, réfute le réalisme magique érigé en modèle d'application d'une littérature mondialisée et dénonce le sort réservé à plusieurs manuscrits par les maisons d'édition nord-américaines qui réduiraient les lettres latino-américaines à une vision rurale et folklorique et à une atmosphère exotique avec manifestation de phénomènes surnaturels et préoccupations métaphysiques, parfaitement caractéristiques des productions du boom,. Pourtant, Garcia Márquez lui-même déplore la lecture exoticisante de ses œuvres.

#### Techniques
García Márquez se situe à la croisée des genres littéraires et, dans cette optique, cherche à préserver une certaine unité thématique et stylistique, faisant en sorte que son œuvre soit traversée par des symboles syncrétiques (païens et bibliques) puis par des lieux et des personnages identiques (le village imaginaire de Macondo hante ses créations). Une continuité se dégage dans sa peinture folklorique, analogue au costumbrismo, d'un microcosme côtier et caribéen qui finit par représenter l'Amérique du Sud tout entière. En effet, cette dernière connait globalement un destin semblable à celui de la Colombie. Selon Albert Bensoussan, la densité de ses observations et le caractère titanesque de son entreprise littéraire le rapprochent d'Honoré de Balzac qui ambitionnait de concurrencer l'état civil grâce à La Comédie humaine. Avec une minutie d'anthropologue, García Márquez fait l'inventaire du mode de vie, de la pensée et des mœurs des peuples hispaniques tout en s'adjoignant des envolées poétiques proches du symbolisme.
On retrouve chez lui le modèle littéraire de Faulkner par la multiplicité des voix narratives, l'utilisation sporadique du monologue intérieur et l'influence de la géographie ou du cadre de vie rural sur le déroulement du récit,. L'influence de l'auteur allemand Günter Grass est également notable dans la juxtaposition de l'Histoire, du mythe, de l'épopée, de la parodie et de la satire politique,. Sa prose luxuriante manifeste une tendance au détournement et change régulièrement de point de vue. García Márquez part, comme dans la plupart des œuvres du boom, du général pour aller vers le particulier en opposition aux littératures européenne et américaine. L'auteur participe ainsi grandement à émanciper la littérature hispanique de l'emprise occidentale et des conventions en vigueur.
Son écriture est également reconnaissable par l'emploi répété de la prolepse qui renvoie les personnages à une situation postérieure aux faits racontés. Ce procédé mêle les temporalités et brise le récit linéaire. De fait, l'enjeu narratif ne réside plus dans la progression dramatique, ni dans le suspense dans la mesure où les événements futurs sont dévoilés d'emblée. Seuls comptent le caractère circulaire de la fiction, la richesse du détail et l'arrière-plan psychologique et social. L'exemple le plus probant de prolepse réside dans la première phrase de Cent ans de solitude, l'une des plus célèbres entrées en matière de l'histoire littéraire au même titre que Don Quichotte, À la recherche du temps perdu et Voyage au bout de la nuit :

« Bien des années plus tard, face au peloton d'exécution, le colonel Aureliano Buendia devait se rappeler ce lointain après-midi au cours duquel son père l'emmena faire connaissance avec la glace. »

García Márquez malmène souvent l'ordre chronologique et met à mal les codes dominants de la fiction littéraire qui devient l'objet de l'œuvre en elle-même : le point de vue rétrospectif révèle par exemple d'emblée le nom du meurtrier dans Chronique d'une mort annoncée et délaisse l'objectif initial du roman policier (connaître l'identité du criminel) pour se recentrer sur les motivations qui ont amené le coupable à agir.
Loué pour la force de ses visions hallucinatoires (prêtre en lévitation, bateau perché dans les arbres, milliers de poules noyées, massacres couverts par le parfum des fleurs),, García Márquez est aussi connu pour omettre des détails et des événements qui semblent importants, de sorte que le lecteur doit adopter un rôle participatif dans la construction de l'histoire. Par exemple, dans Pas de lettre pour le colonel, le nom des personnages principaux n'est pas précisé. Cette manière d'écrire est influencée par les tragédies grecques comme Antigone et Œdipe roi, dans lesquelles des événements importants se produisent hors de la scène et sont laissées à l'imagination du spectateur.
La superposition de l'érudition à l'imaginaire et du rationnel au fantastique permet à García Márquez de brouiller les pistes d'une lecture romanesque univoque. Emplies d'ironie, ses œuvres esquissent une galerie de figures dramatico-bouffonnes et représentent une société pittoresque mais paradoxale, hantée par la violence et les tragédies : la résurgence de pulsions criminelle et sexuelle est fréquente. Ses fictions font le constat fatal d'inégalités sociales et de compromissions morales, fruits de luttes acharnées de pouvoir ou d'intérêt. Celles-ci deviennent les causes principales du malheur des plus faibles, acculés à connaître les rouages d'un destin sordide. L'auteur fustige par ailleurs les maux qui gangrènent le comportement humain : lâcheté, bassesse, avidité, goût du pouvoir, vengeance, attachement aux traditions archaïques...
Dotés d'un sens aiguisé de la caricature, ses romans et nouvelles mettent en scène l'archétype de l'homme latin : machisme, sens galvaudé de l'honneur, amitié virile, générosité, démesure et mythification des femmes représentées à la fois sous les traits de mères, d'épouses ou de prostituées aux pouvoirs érotiques irrésistibles. Cet aspect fictionnel a valu à García Márquez des reproches sur une misogynie supposée,.
Certaines caractéristiques traversent toute l'œuvre de l'auteur, notamment les touches humoristiques, le recours à l'hyperbole et les jeux sur la structure. On note d'autres invariants : la prolixité de la langue, le rythme musical de la phrase ou encore la puissance suggestive de la prose. Néanmoins, le style de García Márquez ne se conforme à aucun schéma prédéterminé. Il n'applique en effet jamais la même recette à deux ouvrages ce qui contribue à la grande richesse de sa production littéraire. Il déclare d'ailleurs, au cours d'une interview :

« Pour chaque livre, j'essaie d'adopter une voie différente [...]. On ne choisit pas le style. On peut toujours expérimenter pour essayer de découvrir quel est le style le plus adapté pour un thème donné. Mais le style est déterminé par le sujet, par l'humeur du moment. Si vous essayez d'utiliser un style qui n'est pas adapté, cela ne marchera tout simplement pas. Ensuite, les critiques construisent des théories là-dessus, et ils voient des choses que moi je n'avais pas vues. Tout ce que je fais, c'est m'adapter à notre style de vie, la vie des Caraïbes. »

### Réalité et réalisme magique
La réalité est un motif important dans toutes les œuvres de García Márquez qui cherchent à la retranscrire le plus fidèlement possible. Cependant, l'auteur se lasse rapidement de la rhétorique habituelle du réalisme littéraire qui ne s'attache qu'à la réalité matérielle et objective. Au sujet de ses premiers travaux, à l'exception du roman Des feuilles dans la bourrasque, García Márquez déclare que « Pas de lettre pour le Colonel, La Mala Hora et Les Funérailles de la Grande Mémé reflètent tous la réalité de la vie en Colombie et ce thème détermine la structure rationnelle des livres. Je ne regrette pas de les avoir écrits, mais ils appartiennent à un genre de littérature préméditée qui offre une vision trop statique et exclusive de la réalité ».
Dans ses autres textes, il opte pour une approche beaucoup moins traditionnelle de la réalité, de sorte que « les choses les plus effrayantes, les plus inhabituelles soient dites avec la plus grande impassibilité », comme c'est le cas de l'ascension aussi bien physique que spirituelle de la belle Remedios ou la lévitation du Père Nicanor dans Cent ans de solitude. D'autres éléments de ce type apparaissent au fil du récit, narrés d'une manière détachée : naissance d'un enfant avec une queue de cochon, télescopage du passé et du présent, réapparition de personnages morts, amnésie collective, dons de voyance, tapis volants... À cela, s'ajoute un symbolisme qui fait de Macondo l'égal d'une communauté biblique : Genèse et Apocalypse d'une cité du péché, avatar de Sodome et Gomorrhe, paroles divines indéchiffrables, malédiction céleste, prophéties, meurtre fratricide semblable à celui de Caïn et Abel, pluie diluvienne etc. La perception mentale, spirituelle et subjective du réel est réhabilitée. Le banal, le quotidien, le surnaturel, le mythologique et l'onirique se confondent sans que cela ne pose problème aux personnages ou à l'intrigue. Ce procédé va à rebours de la littérature fantastique, caractérisée par l'intrusion problématique de l'irrationnel ou du paranormal dans la réalité. Le style des œuvres de García Márquez correspond au « royaume merveilleux » de l'écrivain cubain Alejo Carpentier et a été assimilé réalisme magique dont il est devenu le représentant le plus célèbre. Ce style se caractérise par le mélange, dans la narration, d'éléments à la fois fantastiques et réels ou ordinaires. L'influence ludique du réalisme magique tel qu'il l'expérimente renouvelle le champ de la fiction et s'étend aux littératures du monde entier (africaine, caribéenne, anglo-saxonne, asiatique...). Bien qu'ils divergent sur plusieurs points, les ouvrages de Salman Rushdie (Les Enfants de minuit, Les Versets sataniques), Toni Morrison (Beloved), José Saramago (Le Dieu manchot), Kenzaburō Ōe (Gibier d'élevage), Orhan Pamuk (Mon nom est Rouge), J. M. Coetzee (L'Âge de fer) et Mo Yan (Le Pays de l'alcool) en portent l'empreinte par la liberté prise avec les modèles narratifs du passé, leurs recherches esthétiques singulières et leur manière de lire le réel et l'histoire qui rejette un réalisme exclusif,,,,. Le critique littéraire Michael Bell propose une autre façon de comprendre le style de García Márquez, le concept de « réalisme magique » étant critiqué comme étant trop binaire et trop exoticisant : « Ce qui est réellement en jeu c'est une souplesse psychologique qui permette à la fois de décrire sans sentimentalisme le monde réel tout en restant ouvert à tous ces domaines que la culture moderne a, de par sa propre logique, marginalisé ou refoulé ». Sur la notion de « réalisme magique », un dialogue entre García Márquez et Plinio Apuleyo Mendoza est particulièrement évocateur :

« - Ta façon de traiter la réalité dans tes livres [...] a été appelée « réalisme magique ». J'ai l'impression que tes lecteurs européens voient généralement la magie dans les histoires que tu racontes, mais ne perçoivent pas la réalité qui est derrière.
- C'est sans doute parce que leur rationalisme les empêche de voir que la réalité ne se limite pas au prix des tomates et des œufs. »

### Thèmes

#### Solitude
Le thème de la solitude est récurrent dans beaucoup d'ouvrages de García Márquez. Ses récits s'apparentent en effet à une longue méditation sur la solitude et la mort auxquelles l'homme est inéluctablement confronté. Comme le note Rubén Pelayo, « L'Amour aux temps du choléra, comme toute l'œuvre de Gabriel García Márquez, explore la solitude de l'individu et de l'humanité (...) Ses portraits explorent en effet la solitude de l'amour et de l'état amoureux. ». En réponse à la question de Plinio Apuleyo Mendoza, « Si la solitude est le thème de tous vos livres, où devons-nous chercher les racines de cette expression qui est centrale dans votre œuvre ? Dans votre enfance, peut-être ? », García Márquez réplique : « Je pense que c'est un problème que tout le monde a. Chacun a sa propre manière et les moyens de l'exprimer. Le sentiment imprègne le travail de tant d'écrivains, bien que certains d'entre eux puissent l'exprimer inconsciemment. ». Dans son discours d'acceptation du prix Nobel de littérature, La soledad de America latina, García Márquez relie la solitude à la situation de l'Amérique latine : « L'interprétation de notre réalité selon des schémas de pensée qui nous sont étrangers ne fait que nous rendre de plus en plus méconnus, de moins en moins libres, de plus en plus solitaires. ». Selon l'écrivain, le thème de la solitude concentre inéluctablement l'amertume et la mélancolie du regard sur l'existence. En effet, cette dernière se retrouve confrontée à l'éternel retour des travers humains, au caractère éphémère des acquis sociaux ou à l'évanescence des choses. La solitude est liée aux cycles des civilisations amenées à disparaître. De fait, tout progrès vertical est exclu et le fatalisme constitue le cœur-même de la création littéraire.

#### Macondo
Comme le comté fictif de Yoknapatawpha chez Faulkner, le Wessex (en) de Thomas Hardy ou encore le Combray de Marcel Proust et la Santa María de Juan Carlos Onetti, García Márquez reprend, dans plusieurs œuvres, le village imaginaire de Macondo comme lieu d'action même si pour lui, « Macondo n'est pas tant un lieu qu'un état d'esprit ». Quand ses histoires ne s'y déroulent pas, leur localisation (malgré la référence fréquente à une côte caribéenne avec un arrière-pays andin) est souvent laissée dans le flou : le modèle géographique donné est déréalisé afin de capturer l'essence de la région, sans qu'aucune analyse socio-politique locale ne soit donnée. Macondo est aussi illustre que ses habitants hauts-en-couleur, métissés, frustes, ni vraiment bons ni fondamentalement mauvais mais trouvant le moyen d'assouvir leurs pulsions. Très vite, cette ville fictive et allégorique est devenue célèbre dans le monde de la littérature, et comme le note Ilan Stavans, « sa géographie et ses habitants sont évoqués fréquemment par des professeurs et des hommes politiques », à tel point qu'il est « difficile d'imaginer que cette ville ait été fabriquée à partir de rien ». Dans la mesure où García Márquez a souvent expliqué « ne rien inventer » en littérature et n'écrire que sur des gens et des lieux « qu'il connaît ou a déjà vus », beaucoup de lecteurs ont reconnu en Macondo l'avatar d'Aracataca, sa ville natale située près de la côte atlantique, prise entre les dunes et les marais d'un côté puis la sierra de l'autre. Comme Macondo, Aracataca est une cité hantée par le spectre des guerres et des crimes séculaires, mais aussi par les conflits familiaux, le banditisme, les pluies diluviennes et la sécheresse. Dans Des feuilles dans la bourrasque, l'auteur décrit de façon réaliste l'époque du « boom de la banane » que connut Aracataca et qui se produit également à Macondo, caractérisée par une grande abondance de la production agricole et un essor économique durant la période où les compagnies américaines sont présentes, suivie d'une phase de dépression après le départ de ces dernières. Toute l'histoire de la ville imaginaire de Macondo, de sa fondation à sa fin tragique, est racontée dans Cent ans de solitude qui s'y déroule entièrement. Dans une ambiance tropicale, charnelle et morbide, s'y jouent le sort d'Indiens, de descendants d'esclaves noirs, d'Espagnols et d'immigrants, écrasés par la cruauté militaire et les entreprises coloniales nord-américaines. Les Buendía de Cent ans de solitude, comme Macondo, jouissent de manière éphémère de la prospérité engendrée par le boom de la banane. L'essor économique et agricole du pays les sort d'une ruralité primitive pour les amener vers une vague idée de civilisation avant que l'intérêt supérieur des compagnies étrangères et la résurgence de tensions intestines ne les fassent sombrer dans la décadence et ne les anéantissent. En ce sens, Macondo devient une image universelle et cosmogonique de la vie, la mort et du cycle des civilisations. Preuve de l'importance de l'univers de Macondo, l'adjectif « macondiano » devient un adjectif qui dépeint l'irrationnel grâce à l'écrivain colombien. Dans son autobiographie, García Márquez explique sa fascination pour Macondo, en réalité lieu-symbole de l'origine et de la vocation artistique. Il décrit un voyage qu'il a fait avec sa mère pour revenir à Aracataca dans sa jeunesse :

« Le train s'arrêta à une gare sans nom, et quelques instants plus tard il passa devant la seule plantation bananière le long de la voie qui portât le panneau indiquant son nom : Macondo. Ce mot avait attiré mon attention dès les premiers voyages que j'avais faits avec mon grand-père, mais je n'ai découvert, qu'une fois adulte, que j'aimais ses résonances poétiques. Je n'avais jamais entendu qui que ce soit prononcer ce mot, et je ne me suis même pas demandé s'il avait un sens... J'ai fini par lire dans une encyclopédie que c'est un arbre tropical qui ressemble à un kapokier »

#### La Violencia
Dans plusieurs des œuvres de García Márquez telles que Pas de lettre pour le colonel, La Mala Hora et Des feuilles dans la bourrasque, l'écrivain colombien fait référence à la période de « La Violencia » (« La Violence »), « une guerre civile brutale entre les conservateurs et les libéraux qui a duré jusque dans les années 1960, causant la mort de plusieurs centaines de milliers de Colombiens »,. Partout dans ses romans, on retrouve des références subtiles à La Violencia comme des personnages faisant face à des situations injustes diverses telles que les couvre-feu, la censure de la Presse ou les journaux clandestins. Bien que La Mala Hora ne soit pas l'un des plus célèbres romans de García Márquez, il reste remarquable pour le portrait de cette période qu'il dépeint avec son « image fragmentée de la désintégration sociale provoquée par La Violencia ». La critique assimile souvent le thème de la violence chez l'auteur à une étude politique et sociale acérée et une peinture corrosive du pouvoir qui contrastent avec une écriture labyrinthique, fiévreuse et enveloppante. Par ailleurs, l'auteur évoque le trust des grandes compagnies américaines muselant l'économie des États latins et causant les épisodes les plus sanglants de La Violencia. Sa prose fait également de l'Amérique latine une entité conservatrice, archaïque, féodale et assujettie à l’Église. La cruauté et le cynisme y accompagnent des mœurs dissolues et anéantissent les rêves de peuples écrasés par leurs dirigeants. La charge de son analyse sur le caudillisme, sa prise de position contre les dictatures militaires brésilienne, chilienne et argentine et son amitié avec Fidel Castro ont un temps entraîné l'interdiction de la lecture et l'étude de ses livres dans certaines écoles sud-américaines au cours des années 1970. Si García Márquez dénonce en effet, dans sa production littéraire, la nature corrompue de l'homme, la perversion du pouvoir et les injustices de l'époque comme La Violencia, il refuse cependant d'utiliser son œuvre comme un outil de propagande politique et idéologique : « Pour lui, le devoir de l'auteur révolutionnaire est de bien écrire, et le roman idéal est celui qui touche son lecteur à la fois par ses aspects politiques et sociaux, mais en même temps, par sa capacité à rendre la réalité le plus fidèlement possible et à en exposer tous ses aspects ».

## Hommages
Le 23 juin 2017, la maire de Paris, Anne Hidalgo, et le président colombien, Juan Manuel Santos, inaugurent la place Gabriel-García-Márquez dans le 7e arrondissement. La place est située devant le 9, rue de Montalembert, où l'écrivain résidait. La ville de Paris a également apposé une plaque commémorative en marbre sur son immeuble, en son hommage.

## Décorations
- Première classe de l'ordre du Mérite culturel du Chili (es) ( Chili, 1993)
- Commandeur de la Légion d'honneur ( France, 1981)
- Plaque de l'ordre de l'Aigle aztèque ( Mexique, 1982)
- Médaille de l'ordre de l'Honneur ( Russie, 2012)

### Source
- (en) Cet article est partiellement ou en totalité issu de l’article de Wikipédia en anglais intitulé « Gabriel García Márquez » (voir la liste des auteurs).